# Championnat du monde de vitesse moto 2025
Navigation
Championnat 2024 Championnat 2026
Le championnat du monde de MotoGP 2025 est la 77e édition organisée par la Fédération internationale de motocyclisme. Elle se déroule du 28 février au 16 novembre 2025 en vingt-deux manches réparties sur cinq continents.

## Calendrier

### Tests de pré-saison (MotoGP)
| Nº        | Circuit                          | Date            | Date             | Pilote             | Équipe                               | Meilleur temps | Résultats |
| --------- | -------------------------------- | --------------- | ---------------- | ------------------ | ------------------------------------ | -------------- | --------- |
| 1         | Circuit de Valence Ricardo Tormo | Session 1       | 19 novembre 2024 | Álex Márquez       | BK8 Gresini Racing MotoGP            | 1:38.803       | Résultat  |
| 2         | Circuit international de Sepang  | Session 1       | 31 janvier 2025  | Pol Espargaró      | Red Bull KTM Factory Racing          | 1:59.691       |           |
| 2         | Circuit international de Sepang  | Session 2       | 1er février 2025 | Alex Rins          | Monster Energy Yamaha Factory Racing | 1:58.745       |           |
| 2         | Circuit international de Sepang  | Session 3       | 2 février 2025   | Fabio Quartararo   | Monster Energy Yamaha Factory Racing | 1:57.794       |           |
| 3         | Circuit international de Sepang  | Session 1       | 5 février 2025   | Fabio Quartararo   | Monster Energy Yamaha Factory Racing | 1:57.555       | Résultat  |
| 3         | Circuit international de Sepang  | Session 2       | 6 février 2025   | Franco Morbidelli  | Pertamina Enduro VR46 Racing Team    | 1:57.210       | Résultat  |
| 3         | Circuit international de Sepang  | Session 3       | 7 février 2025   | Álex Márquez       | BK8 Gresini Racing MotoGP            | 1:56.493       | Résultat  |
| 4         | Circuit international de Buriram | Session 1       | 12 février 2025  | Álex Márquez       | BK8 Gresini Racing MotoGP            | 1:29.649       | Résultat  |
| Session 2 | Circuit international de Buriram | Marc Márquez    | 12 février 2025  | Ducati Lenovo Team | 1:29.184                             | Résultat       |           |
| Session 3 | Circuit international de Buriram | 13 février 2025 | Marc Márquez     | Ducati Lenovo Team | 1:28.855                             | Résultat       |           |
| Session 4 | Circuit international de Buriram | 13 février 2025 | Marco Bezzecchi  | Aprilia Racing     | 1:29.060                             | Résultat       |           |
| 1.        |                                  |                 |                  |                    |                                      |                |           |

### Grand Prix
| No       | Date                      | Grand Prix                                                                    | MotoGP               | MotoGP                | Moto2         | Moto2                  | Moto3         | Moto3              | MotoE                  | MotoE                             |
| -------- | ------------------------- | ----------------------------------------------------------------------------- | -------------------- | --------------------- | ------------- | ---------------------- | ------------- | ------------------ | ---------------------- | --------------------------------- |
| 1        | 28 février au 2 mars 2025 | Grand Prix de Thaïlande Circuit international de Buriram                      | Pole Position        | Marc Márquez          | Pole Position | Manuel González        | Pole Position | Matteo Bertelle    |                        |                                   |
| 1        | 28 février au 2 mars 2025 | Grand Prix de Thaïlande Circuit international de Buriram                      | Vainqueur Sprint     | Marc Márquez          | Vainqueur     | Manuel González        | Vainqueur     | José Antonio Rueda |                        |                                   |
| 1        | 28 février au 2 mars 2025 | Grand Prix de Thaïlande Circuit international de Buriram                      | Deuxième Sprint      | Álex Márquez          | Vainqueur     | Manuel González        | Vainqueur     | José Antonio Rueda |                        |                                   |
| 1        | 28 février au 2 mars 2025 | Grand Prix de Thaïlande Circuit international de Buriram                      | Troisième Sprint     | Francesco Bagnaia     | Deuxième      | Arón Canet             | Deuxième      | Álvaro Carpe       |                        |                                   |
| 1        | 28 février au 2 mars 2025 | Grand Prix de Thaïlande Circuit international de Buriram                      | Meilleur tour Sprint | Marc Márquez          | Deuxième      | Arón Canet             | Deuxième      | Álvaro Carpe       |                        |                                   |
| 1        | 28 février au 2 mars 2025 | Grand Prix de Thaïlande Circuit international de Buriram                      | Vainqueur            | Marc Márquez          | Troisième     | Senna Agius            | Troisième     | Adrian Fernandez   |                        |                                   |
| 1        | 28 février au 2 mars 2025 | Grand Prix de Thaïlande Circuit international de Buriram                      | Deuxième             | Álex Márquez          | Troisième     | Senna Agius            | Troisième     | Adrian Fernandez   |                        |                                   |
| 1        | 28 février au 2 mars 2025 | Grand Prix de Thaïlande Circuit international de Buriram                      | Troisième            | Francesco Bagnaia     | Meilleur Tour | Manuel González        | Meilleur Tour | David Muñoz        |                        |                                   |
| 1        | 28 février au 2 mars 2025 | Grand Prix de Thaïlande Circuit international de Buriram                      | Meilleur tour        | Marc Márquez          | Meilleur Tour | Manuel González        | Meilleur Tour | David Muñoz        |                        |                                   |
| 2        | 14 au 16 mars 2025        | Grand Prix d'Argentine Autódromo Termas de Río Hondo                          | Pole Position        | Marc Márquez          | Pole Position | Manuel González        | Pole Position | Matteo Bertelle    |                        |                                   |
| 2        | 14 au 16 mars 2025        | Grand Prix d'Argentine Autódromo Termas de Río Hondo                          | Vainqueur Sprint     | Marc Márquez          | Vainqueur     | Jake Dixon             | Vainqueur     | Angel Piqueras     |                        |                                   |
| 2        | 14 au 16 mars 2025        | Grand Prix d'Argentine Autódromo Termas de Río Hondo                          | Deuxième Sprint      | Álex Márquez          | Vainqueur     | Jake Dixon             | Vainqueur     | Angel Piqueras     |                        |                                   |
| 2        | 14 au 16 mars 2025        | Grand Prix d'Argentine Autódromo Termas de Río Hondo                          | Troisième Sprint     | Francesco Bagnaia     | Deuxième      | Manuel González        | Deuxième      | Adrian Fernandez   |                        |                                   |
| 2        | 14 au 16 mars 2025        | Grand Prix d'Argentine Autódromo Termas de Río Hondo                          | Meilleur tour Sprint | Marc Márquez          | Deuxième      | Manuel González        | Deuxième      | Adrian Fernandez   |                        |                                   |
| 2        | 14 au 16 mars 2025        | Grand Prix d'Argentine Autódromo Termas de Río Hondo                          | Vainqueur            | Marc Márquez          | Troisième     | Celestino Vietti       | Troisième     | José Antonio Rueda |                        |                                   |
| 2        | 14 au 16 mars 2025        | Grand Prix d'Argentine Autódromo Termas de Río Hondo                          | Deuxième             | Álex Márquez          | Troisième     | Celestino Vietti       | Troisième     | José Antonio Rueda |                        |                                   |
| 2        | 14 au 16 mars 2025        | Grand Prix d'Argentine Autódromo Termas de Río Hondo                          | Troisième            | Franco Morbidelli     | Meilleur Tour | Jake Dixon             | Meilleur Tour | Angel Piqueras     |                        |                                   |
| 2        | 14 au 16 mars 2025        | Grand Prix d'Argentine Autódromo Termas de Río Hondo                          | Meilleur tour        | Marc Márquez          | Meilleur Tour | Jake Dixon             | Meilleur Tour | Angel Piqueras     |                        |                                   |
| 3        | 28 au 30 mars             | Grand Prix des Amériques Circuit des Amériques                                | Pole Position        | Marc Márquez          | Pole Position | Jake Dixon             | Pole Position | David Muñoz        |                        |                                   |
| 3        | 28 au 30 mars             | Grand Prix des Amériques Circuit des Amériques                                | Vainqueur Sprint     | Marc Márquez          | Vainqueur     | Jake Dixon             | Vainqueur     | José Antonio Rueda |                        |                                   |
| 3        | 28 au 30 mars             | Grand Prix des Amériques Circuit des Amériques                                | Deuxième Sprint      | Álex Márquez          | Vainqueur     | Jake Dixon             | Vainqueur     | José Antonio Rueda |                        |                                   |
| 3        | 28 au 30 mars             | Grand Prix des Amériques Circuit des Amériques                                | Troisième Sprint     | Francesco Bagnaia     | Deuxième      | Tony Arbolino          | Deuxième      | Joel Kelso         |                        |                                   |
| 3        | 28 au 30 mars             | Grand Prix des Amériques Circuit des Amériques                                | Meilleur tour Sprint | Marc Márquez          | Deuxième      | Tony Arbolino          | Deuxième      | Joel Kelso         |                        |                                   |
| 3        | 28 au 30 mars             | Grand Prix des Amériques Circuit des Amériques                                | Vainqueur            | Francesco Bagnaia     | Troisième     | Alonso López           | Troisième     | Matteo Bertelle    |                        |                                   |
| 3        | 28 au 30 mars             | Grand Prix des Amériques Circuit des Amériques                                | Deuxième             | Álex Márquez          | Troisième     | Alonso López           | Troisième     | Matteo Bertelle    |                        |                                   |
| 3        | 28 au 30 mars             | Grand Prix des Amériques Circuit des Amériques                                | Troisième            | Fabio Di Giannantonio | Meilleur Tour | Manuel González        | Meilleur Tour | Matteo Bertelle    |                        |                                   |
| 3        | 28 au 30 mars             | Grand Prix des Amériques Circuit des Amériques                                | Meilleur tour        | Marc Márquez          | Meilleur Tour | Manuel González        | Meilleur Tour | Matteo Bertelle    |                        |                                   |
| 4        | 11 au 13 avril            | Grand Prix du Qatar Circuit international de Losail                           | Pole Position        | Marc Márquez          | Pole Position | Manuel González        | Pole Position | Ryusei Yamanaka    |                        |                                   |
| 4        | 11 au 13 avril            | Grand Prix du Qatar Circuit international de Losail                           | Vainqueur Sprint     | Marc Márquez          | Vainqueur     | Arón Canet             | Vainqueur     | Angel Piqueras     |                        |                                   |
| 4        | 11 au 13 avril            | Grand Prix du Qatar Circuit international de Losail                           | Deuxième Sprint      | Álex Márquez          | Vainqueur     | Arón Canet             | Vainqueur     | Angel Piqueras     |                        |                                   |
| 4        | 11 au 13 avril            | Grand Prix du Qatar Circuit international de Losail                           | Troisième Sprint     | Franco Morbidelli     | Deuxième      | Deniz Öncü             | Deuxième      | Taiyo Furusato     |                        |                                   |
| 4        | 11 au 13 avril            | Grand Prix du Qatar Circuit international de Losail                           | Meilleur tour Sprint | Marc Márquez          | Deuxième      | Deniz Öncü             | Deuxième      | Taiyo Furusato     |                        |                                   |
| 4        | 11 au 13 avril            | Grand Prix du Qatar Circuit international de Losail                           | Vainqueur            | Marc Márquez          | Troisième     | Manuel González        | Troisième     | Ryusei Yamanaka    |                        |                                   |
| 4        | 11 au 13 avril            | Grand Prix du Qatar Circuit international de Losail                           | Deuxième             | Francesco Bagnaia     | Troisième     | Manuel González        | Troisième     | Ryusei Yamanaka    |                        |                                   |
| 4        | 11 au 13 avril            | Grand Prix du Qatar Circuit international de Losail                           | Troisième            | Franco Morbidelli     | Meilleur Tour | Barry Baltus           | Meilleur Tour | David Muñoz        |                        |                                   |
| 4        | 11 au 13 avril            | Grand Prix du Qatar Circuit international de Losail                           | Meilleur tour        | Marc Márquez          | Meilleur Tour | Barry Baltus           | Meilleur Tour | David Muñoz        |                        |                                   |
| 5        | 25 au 27 avril            | Grand Prix d'Espagne Circuito de Jerez-Ángel Nieto                            | Pole Position        | Fabio Quartararo      | Pole Position | Manuel González        | Pole Position | José Antonio Rueda |                        |                                   |
| 5        | 25 au 27 avril            | Grand Prix d'Espagne Circuito de Jerez-Ángel Nieto                            | Vainqueur Sprint     | Marc Márquez          | Vainqueur     | Manuel González        | Vainqueur     | José Antonio Rueda |                        |                                   |
| 5        | 25 au 27 avril            | Grand Prix d'Espagne Circuito de Jerez-Ángel Nieto                            | Deuxième Sprint      | Álex Márquez          | Vainqueur     | Manuel González        | Vainqueur     | José Antonio Rueda |                        |                                   |
| 5        | 25 au 27 avril            | Grand Prix d'Espagne Circuito de Jerez-Ángel Nieto                            | Troisième Sprint     | Francesco Bagnaia     | Deuxième      | Barry Baltus           | Deuxième      | Angel Piqueras     |                        |                                   |
| 5        | 25 au 27 avril            | Grand Prix d'Espagne Circuito de Jerez-Ángel Nieto                            | Meilleur tour Sprint | Marc Márquez          | Deuxième      | Barry Baltus           | Deuxième      | Angel Piqueras     |                        |                                   |
| 5        | 25 au 27 avril            | Grand Prix d'Espagne Circuito de Jerez-Ángel Nieto                            | Vainqueur            | Álex Márquez          | Troisième     | Senna Agius            | Troisième     | Joel Kelso         |                        |                                   |
| 5        | 25 au 27 avril            | Grand Prix d'Espagne Circuito de Jerez-Ángel Nieto                            | Deuxième             | Fabio Quartararo      | Troisième     | Senna Agius            | Troisième     | Joel Kelso         |                        |                                   |
| 5        | 25 au 27 avril            | Grand Prix d'Espagne Circuito de Jerez-Ángel Nieto                            | Troisième            | Francesco Bagnaia     | Meilleur Tour | Manuel González        | Meilleur Tour | José Antonio Rueda |                        |                                   |
| 5        | 25 au 27 avril            | Grand Prix d'Espagne Circuito de Jerez-Ángel Nieto                            | Meilleur tour        | Álex Márquez          | Meilleur Tour | Manuel González        | Meilleur Tour | José Antonio Rueda |                        |                                   |
| 6        | 9 au 11 mai               | Grand Prix de France Circuit Bugatti                                          | Pole Position        | Fabio Quartararo      | Pole Position | Manuel González        | Pole Position | Máximo Quiles      | Pole Position          | Alessandro Zaccone                |
| 6        | 9 au 11 mai               | Grand Prix de France Circuit Bugatti                                          | Vainqueur Sprint     | Marc Márquez          | Vainqueur     | Manuel González        | Vainqueur     | José Antonio Rueda | Vainqueur Course 1     | Oscar Gutierrez                   |
| 6        | 9 au 11 mai               | Grand Prix de France Circuit Bugatti                                          | Deuxième Sprint      | Álex Márquez          | Vainqueur     | Manuel González        | Vainqueur     | José Antonio Rueda | Deuxième Course 1      | Andrea Mantovani                  |
| 6        | 9 au 11 mai               | Grand Prix de France Circuit Bugatti                                          | Troisième Sprint     | Fermín Aldeguer       | Deuxième      | Barry Baltus           | Deuxième      | Joel Kelso         | Troisième Course 1     | Alessandro Zaccone                |
| 6        | 9 au 11 mai               | Grand Prix de France Circuit Bugatti                                          | Meilleur tour Sprint | Fermín Aldeguer       | Deuxième      | Barry Baltus           | Deuxième      | Joel Kelso         | Meilleur tour Course 1 | Andrea Mantovani                  |
| 6        | 9 au 11 mai               | Grand Prix de France Circuit Bugatti                                          | Vainqueur            | Johann Zarco          | Troisième     | Arón Canet             | Troisième     | David Muñoz        | Vainqueur Course 2     | Mattia Casadei                    |
| 6        | 9 au 11 mai               | Grand Prix de France Circuit Bugatti                                          | Deuxième             | Marc Márquez          | Troisième     | Arón Canet             | Troisième     | David Muñoz        | Deuxième Course 2      | Kevin Zannoni                     |
| 6        | 9 au 11 mai               | Grand Prix de France Circuit Bugatti                                          | Troisième            | Fermín Aldeguer       | Meilleur Tour | Barry Baltus           | Meilleur Tour | Álvaro Carpe       | Troisième Course 2     | Jordi Torres                      |
| 6        | 9 au 11 mai               | Grand Prix de France Circuit Bugatti                                          | Meilleur tour        | Álex Márquez          | Meilleur Tour | Barry Baltus           | Meilleur Tour | Álvaro Carpe       | Meilleur tour Course 2 | Mattia Casadei                    |
| 7        | 23 au 25 mai              | Grand Prix de Grande-Bretagne Circuit de Silverstone                          | Pole Position        | Fabio Quartararo      | Pole Position | Arón Canet             | Pole Position | José Antonio Rueda |                        |                                   |
| 7        | 23 au 25 mai              | Grand Prix de Grande-Bretagne Circuit de Silverstone                          | Vainqueur Sprint     | Álex Márquez          | Vainqueur     | Senna Agius            | Vainqueur     | José Antonio Rueda |                        |                                   |
| 7        | 23 au 25 mai              | Grand Prix de Grande-Bretagne Circuit de Silverstone                          | Deuxième Sprint      | Marc Márquez          | Vainqueur     | Senna Agius            | Vainqueur     | José Antonio Rueda |                        |                                   |
| 7        | 23 au 25 mai              | Grand Prix de Grande-Bretagne Circuit de Silverstone                          | Troisième Sprint     | Fabio Di Giannantonio | Deuxième      | Diogo Moreira          | Deuxième      | Máximo Quiles      |                        |                                   |
| 7        | 23 au 25 mai              | Grand Prix de Grande-Bretagne Circuit de Silverstone                          | Meilleur tour Sprint | Álex Márquez          | Deuxième      | Diogo Moreira          | Deuxième      | Máximo Quiles      |                        |                                   |
| 7        | 23 au 25 mai              | Grand Prix de Grande-Bretagne Circuit de Silverstone                          | Vainqueur            | Marco Bezzecchi       | Troisième     | David Alonso           | Troisième     | Luca Lunetta       |                        |                                   |
| 7        | 23 au 25 mai              | Grand Prix de Grande-Bretagne Circuit de Silverstone                          | Deuxième             | Johann Zarco          | Troisième     | David Alonso           | Troisième     | Luca Lunetta       |                        |                                   |
| 7        | 23 au 25 mai              | Grand Prix de Grande-Bretagne Circuit de Silverstone                          | Troisième            | Marc Márquez          | Meilleur Tour | Manuel González        | Meilleur Tour | Taiyo Furusato     |                        |                                   |
| 7        | 23 au 25 mai              | Grand Prix de Grande-Bretagne Circuit de Silverstone                          | Meilleur tour        | Marco Bezzecchi       | Meilleur Tour | Manuel González        | Meilleur Tour | Taiyo Furusato     |                        |                                   |
| 8        | 6 au 8 juin               | Grand Prix d'Aragon Circuit Motorland Aragón                                  | Pole Position        | Marc Márquez          | Pole Position | Diogo Moreira          | Pole Position | José Antonio Rueda |                        |                                   |
| 8        | 6 au 8 juin               | Grand Prix d'Aragon Circuit Motorland Aragón                                  | Vainqueur Sprint     | Marc Márquez          | Vainqueur     | Deniz Öncü             | Vainqueur     | David Muñoz        |                        |                                   |
| 8        | 6 au 8 juin               | Grand Prix d'Aragon Circuit Motorland Aragón                                  | Deuxième Sprint      | Álex Márquez          | Vainqueur     | Deniz Öncü             | Vainqueur     | David Muñoz        |                        |                                   |
| 8        | 6 au 8 juin               | Grand Prix d'Aragon Circuit Motorland Aragón                                  | Troisième Sprint     | Fermín Aldeguer       | Deuxième      | Diogo Moreira          | Deuxième      | Máximo Quiles      |                        |                                   |
| 8        | 6 au 8 juin               | Grand Prix d'Aragon Circuit Motorland Aragón                                  | Meilleur tour Sprint | Álex Márquez          | Deuxième      | Diogo Moreira          | Deuxième      | Máximo Quiles      |                        |                                   |
| 8        | 6 au 8 juin               | Grand Prix d'Aragon Circuit Motorland Aragón                                  | Vainqueur            | Marc Márquez          | Troisième     | Barry Baltus           | Troisième     | Álvaro Carpe       |                        |                                   |
| 8        | 6 au 8 juin               | Grand Prix d'Aragon Circuit Motorland Aragón                                  | Deuxième             | Álex Márquez          | Troisième     | Barry Baltus           | Troisième     | Álvaro Carpe       |                        |                                   |
| 8        | 6 au 8 juin               | Grand Prix d'Aragon Circuit Motorland Aragón                                  | Troisième            | Francesco Bagnaia     | Meilleur Tour | Diogo Moreira          | Meilleur Tour | Luca Lunetta       |                        |                                   |
| 8        | 6 au 8 juin               | Grand Prix d'Aragon Circuit Motorland Aragón                                  | Meilleur tour        | Marc Márquez          | Meilleur Tour | Diogo Moreira          | Meilleur Tour | Luca Lunetta       |                        |                                   |
| 9        | 20 au 22 juin             | Grand Prix d'Italie Circuit du Mugello                                        | Pole Position        | Marc Márquez          | Pole Position | Diogo Moreira          | Pole Position | Álvaro Carpe       |                        |                                   |
| 9        | 20 au 22 juin             | Grand Prix d'Italie Circuit du Mugello                                        | Vainqueur Sprint     | Marc Márquez          | Vainqueur     | Manuel González        | Vainqueur     | Máximo Quiles      |                        |                                   |
| 9        | 20 au 22 juin             | Grand Prix d'Italie Circuit du Mugello                                        | Deuxième Sprint      | Álex Márquez          | Vainqueur     | Manuel González        | Vainqueur     | Máximo Quiles      |                        |                                   |
| 9        | 20 au 22 juin             | Grand Prix d'Italie Circuit du Mugello                                        | Troisième Sprint     | Francesco Bagnaia     | Deuxième      | Albert Arenas          | Deuxième      | Álvaro Carpe       |                        |                                   |
| 9        | 20 au 22 juin             | Grand Prix d'Italie Circuit du Mugello                                        | Meilleur tour Sprint | Fabio Di Giannantonio | Deuxième      | Albert Arenas          | Deuxième      | Álvaro Carpe       |                        |                                   |
| 9        | 20 au 22 juin             | Grand Prix d'Italie Circuit du Mugello                                        | Vainqueur            | Marc Márquez          | Troisième     | Arón Canet             | Troisième     | Dennis Foggia      |                        |                                   |
| 9        | 20 au 22 juin             | Grand Prix d'Italie Circuit du Mugello                                        | Deuxième             | Álex Márquez          | Troisième     | Arón Canet             | Troisième     | Dennis Foggia      |                        |                                   |
| 9        | 20 au 22 juin             | Grand Prix d'Italie Circuit du Mugello                                        | Troisième            | Fabio Di Giannantonio | Meilleur Tour | Manuel González        | Meilleur Tour | David Muñoz        |                        |                                   |
| 9        | 20 au 22 juin             | Grand Prix d'Italie Circuit du Mugello                                        | Meilleur tour        | Franco Morbidelli     | Meilleur Tour | Manuel González        | Meilleur Tour | David Muñoz        |                        |                                   |
| 10       | 27 au 29 juin             | Grand Prix des Pays-Bas TT Circuit Assen                                      | Pole Position        | Fabio Quartararo      | Pole Position | Diogo Moreira          | Pole Position | José Antonio Rueda | Pole Position          | Mattia Casadei                    |
| 10       | 27 au 29 juin             | Grand Prix des Pays-Bas TT Circuit Assen                                      | Vainqueur Sprint     | Marc Márquez          | Vainqueur     | Diogo Moreira          | Vainqueur     | José Antonio Rueda | Vainqueur Course 1     | Andrea Mantovani                  |
| 10       | 27 au 29 juin             | Grand Prix des Pays-Bas TT Circuit Assen                                      | Deuxième Sprint      | Álex Márquez          | Vainqueur     | Diogo Moreira          | Vainqueur     | José Antonio Rueda | Deuxième Course 1      | Alessandro Zaccone                |
| 10       | 27 au 29 juin             | Grand Prix des Pays-Bas TT Circuit Assen                                      | Troisième Sprint     | Marco Bezzecchi       | Deuxième      | Arón Canet             | Deuxième      | David Muñoz        | Troisième Course 1     | Jordi Torres                      |
| 10       | 27 au 29 juin             | Grand Prix des Pays-Bas TT Circuit Assen                                      | Meilleur tour Sprint | Fabio Di Giannantonio | Deuxième      | Arón Canet             | Deuxième      | David Muñoz        | Meilleur tour Course 1 | Andrea Mantovani                  |
| 10       | 27 au 29 juin             | Grand Prix des Pays-Bas TT Circuit Assen                                      | Vainqueur            | Marc Márquez          | Troisième     | Manuel González        | Troisième     | Valentín Perrone   | Vainqueur Course 2     | Alessandro Zaccone                |
| 10       | 27 au 29 juin             | Grand Prix des Pays-Bas TT Circuit Assen                                      | Deuxième             | Marco Bezzecchi       | Troisième     | Manuel González        | Troisième     | Valentín Perrone   | Deuxième Course 2      | Andrea Mantovani                  |
| 10       | 27 au 29 juin             | Grand Prix des Pays-Bas TT Circuit Assen                                      | Troisième            | Francesco Bagnaia     | Meilleur Tour | Diogo Moreira          | Meilleur Tour | Joel Kelso         | Troisième Course 2     | Lorenzo Baldassari                |
| 10       | 27 au 29 juin             | Grand Prix des Pays-Bas TT Circuit Assen                                      | Meilleur tour        | Francesco Bagnaia     | Meilleur Tour | Diogo Moreira          | Meilleur Tour | Joel Kelso         | Meilleur tour Course 2 | Alessandro Zaccone                |
| 11       | 11 au 13 juillet          | Grand Prix d'Allemagne Sachsenring                                            | Pole Position        | Marc Márquez          | Pole Position | Jake Dixon             | Pole Position | Scott Ogden        |                        |                                   |
| 11       | 11 au 13 juillet          | Grand Prix d'Allemagne Sachsenring                                            | Vainqueur Sprint     | Marc Márquez          | Vainqueur     | Deniz Öncü             | Vainqueur     | David Muñoz        |                        |                                   |
| 11       | 11 au 13 juillet          | Grand Prix d'Allemagne Sachsenring                                            | Deuxième Sprint      | Marco Bezzecchi       | Vainqueur     | Deniz Öncü             | Vainqueur     | David Muñoz        |                        |                                   |
| 11       | 11 au 13 juillet          | Grand Prix d'Allemagne Sachsenring                                            | Troisième Sprint     | Fabio Quartararo      | Deuxième      | Barry Baltus           | Deuxième      | Máximo Quiles      |                        |                                   |
| 11       | 11 au 13 juillet          | Grand Prix d'Allemagne Sachsenring                                            | Meilleur tour Sprint | Marc Márquez          | Deuxième      | Barry Baltus           | Deuxième      | Máximo Quiles      |                        |                                   |
| 11       | 11 au 13 juillet          | Grand Prix d'Allemagne Sachsenring                                            | Vainqueur            | Marc Márquez          | Troisième     | Jake Dixon             | Troisième     | José Antonio Rueda |                        |                                   |
| 11       | 11 au 13 juillet          | Grand Prix d'Allemagne Sachsenring                                            | Deuxième             | Álex Márquez          | Troisième     | Jake Dixon             | Troisième     | José Antonio Rueda |                        |                                   |
| 11       | 11 au 13 juillet          | Grand Prix d'Allemagne Sachsenring                                            | Troisième            | Francesco Bagnaia     | Meilleur Tour | Diogo Moreira          | Meilleur Tour | Ángel Piqueras     |                        |                                   |
| 11       | 11 au 13 juillet          | Grand Prix d'Allemagne Sachsenring                                            | Meilleur tour        | Marc Márquez          | Meilleur Tour | Diogo Moreira          | Meilleur Tour | Ángel Piqueras     |                        |                                   |
| 12       | 18 au 20 juillet          | Grand Prix de Tchéquie Automotodrom Brno Masaryk                              | Pole Position        | Francesco Bagnaia     | Pole Position | Barry Baltus           | Pole Position | Guido Pini         |                        |                                   |
| 12       | 18 au 20 juillet          | Grand Prix de Tchéquie Automotodrom Brno Masaryk                              | Vainqueur Sprint     | Marc Márquez          | Vainqueur     | Joe Roberts            | Vainqueur     | José Antonio Rueda |                        |                                   |
| 12       | 18 au 20 juillet          | Grand Prix de Tchéquie Automotodrom Brno Masaryk                              | Deuxième Sprint      | Pedro Acosta          | Vainqueur     | Joe Roberts            | Vainqueur     | José Antonio Rueda |                        |                                   |
| 12       | 18 au 20 juillet          | Grand Prix de Tchéquie Automotodrom Brno Masaryk                              | Troisième Sprint     | Enea Bastianini       | Deuxième      | Barry Baltus           | Deuxième      | Máximo Quiles      |                        |                                   |
| 12       | 18 au 20 juillet          | Grand Prix de Tchéquie Automotodrom Brno Masaryk                              | Meilleur tour Sprint | Marc Márquez          | Deuxième      | Barry Baltus           | Deuxième      | Máximo Quiles      |                        |                                   |
| 12       | 18 au 20 juillet          | Grand Prix de Tchéquie Automotodrom Brno Masaryk                              | Vainqueur            | Marc Márquez          | Troisième     | Manuel González        | Troisième     | David Muñoz        |                        |                                   |
| 12       | 18 au 20 juillet          | Grand Prix de Tchéquie Automotodrom Brno Masaryk                              | Deuxième             | Marco Bezzecchi       | Troisième     | Manuel González        | Troisième     | David Muñoz        |                        |                                   |
| 12       | 18 au 20 juillet          | Grand Prix de Tchéquie Automotodrom Brno Masaryk                              | Troisième            | Pedro Acosta          | Meilleur Tour | Joe Roberts            | Meilleur Tour | José Antonio Rueda |                        |                                   |
| 12       | 18 au 20 juillet          | Grand Prix de Tchéquie Automotodrom Brno Masaryk                              | Meilleur tour        | Marc Márquez          | Meilleur Tour | Joe Roberts            | Meilleur Tour | José Antonio Rueda |                        |                                   |
| 13       | 15 au 17 août             | Grand Prix d'Autriche Red Bull Ring                                           | Pole Position        | Marco Bezzecchi       | Pole Position | Manuel González        | Pole Position | Valentín Perrone   | Pole Position          | Matteo Ferrari                    |
| 13       | 15 au 17 août             | Grand Prix d'Autriche Red Bull Ring                                           | Vainqueur Sprint     | Marc Márquez          | Vainqueur     | Diogo Moreira          | Vainqueur     | Ángel Piqueras     | Vainqueur Course 1     | Matteo Ferrari                    |
| 13       | 15 au 17 août             | Grand Prix d'Autriche Red Bull Ring                                           | Deuxième Sprint      | Álex Márquez          | Vainqueur     | Diogo Moreira          | Vainqueur     | Ángel Piqueras     | Deuxième Course 1      | Hector Garzo                      |
| 13       | 15 au 17 août             | Grand Prix d'Autriche Red Bull Ring                                           | Troisième Sprint     | Pedro Acosta          | Deuxième      | Daniel Holgado         | Deuxième      | Ryusei Yamanaka    | Troisième Course 1     | Eric Granado                      |
| 13       | 15 au 17 août             | Grand Prix d'Autriche Red Bull Ring                                           | Meilleur tour Sprint | Álex Márquez          | Deuxième      | Daniel Holgado         | Deuxième      | Ryusei Yamanaka    | Meilleur tour Course 1 | Oscar Gutierrez                   |
| 13       | 15 au 17 août             | Grand Prix d'Autriche Red Bull Ring                                           | Vainqueur            | Marc Márquez          | Troisième     | Celestino Vietti       | Troisième     | David Muñoz        | Vainqueur Course 2     | Matteo Ferrari                    |
| 13       | 15 au 17 août             | Grand Prix d'Autriche Red Bull Ring                                           | Deuxième             | Fermín Aldeguer       | Troisième     | Celestino Vietti       | Troisième     | David Muñoz        | Deuxième Course 2      | Mattia Casadei                    |
| 13       | 15 au 17 août             | Grand Prix d'Autriche Red Bull Ring                                           | Troisième            | Marco Bezzecchi       | Meilleur Tour | David Alonso           | Meilleur Tour | Taiyo Furusato     | Troisième Course 2     | Hector Garzo                      |
| 13       | 15 au 17 août             | Grand Prix d'Autriche Red Bull Ring                                           | Meilleur tour        | Marco Bezzecchi       | Meilleur Tour | David Alonso           | Meilleur Tour | Taiyo Furusato     | Meilleur tour Course 2 | Lorenzo Baldassari Matteo Ferrari |
| 14       | 22 au 24 août             | Grand-Prix de Hongrie Balaton Park Circuit                                    | Pole Position        |                       | Pole Position |                        | Pole Position |                    | Pole Position          |                                   |
| 14       | 22 au 24 août             | Grand-Prix de Hongrie Balaton Park Circuit                                    | Vainqueur Sprint     |                       | Vainqueur     |                        | Vainqueur     |                    | Vainqueur Course 1     |                                   |
| 14       | 22 au 24 août             | Grand-Prix de Hongrie Balaton Park Circuit                                    | Deuxième Sprint      |                       | Vainqueur     | Deuxième Course 1      | Vainqueur     |                    |                        |                                   |
| 14       | 22 au 24 août             | Grand-Prix de Hongrie Balaton Park Circuit                                    | Troisième Sprint     |                       | Deuxième      |                        | Deuxième      |                    | Troisième Course 1     |                                   |
| 14       | 22 au 24 août             | Grand-Prix de Hongrie Balaton Park Circuit                                    | Meilleur tour Sprint |                       | Deuxième      | Meilleur tour Course 1 | Deuxième      |                    |                        |                                   |
| 14       | 22 au 24 août             | Grand-Prix de Hongrie Balaton Park Circuit                                    | Vainqueur            |                       | Troisième     |                        | Troisième     |                    | Vainqueur Course 2     |                                   |
| 14       | 22 au 24 août             | Grand-Prix de Hongrie Balaton Park Circuit                                    | Deuxième             |                       | Troisième     | Deuxième Course 2      | Troisième     |                    |                        |                                   |
| 14       | 22 au 24 août             | Grand-Prix de Hongrie Balaton Park Circuit                                    | Troisième            |                       | Meilleur Tour |                        | Meilleur Tour |                    | Troisième Course 2     |                                   |
| 14       | 22 au 24 août             | Grand-Prix de Hongrie Balaton Park Circuit                                    | Meilleur tour        |                       | Meilleur Tour | Meilleur tour Course 2 | Meilleur Tour |                    |                        |                                   |
| 15       | 5 au 7 septembre          | Grand Prix de Catalogne Circuit de Barcelona-Catalunya                        | Pole Position        |                       | Pole Position |                        | Pole Position |                    | Pole Position          |                                   |
| 15       | 5 au 7 septembre          | Grand Prix de Catalogne Circuit de Barcelona-Catalunya                        | Vainqueur Sprint     |                       | Vainqueur     |                        | Vainqueur     |                    | Vainqueur Course 1     |                                   |
| 15       | 5 au 7 septembre          | Grand Prix de Catalogne Circuit de Barcelona-Catalunya                        | Deuxième Sprint      |                       | Vainqueur     | Deuxième Course 1      | Vainqueur     |                    |                        |                                   |
| 15       | 5 au 7 septembre          | Grand Prix de Catalogne Circuit de Barcelona-Catalunya                        | Troisième Sprint     |                       | Deuxième      |                        | Deuxième      |                    | Troisième Course 1     |                                   |
| 15       | 5 au 7 septembre          | Grand Prix de Catalogne Circuit de Barcelona-Catalunya                        | Meilleur tour Sprint |                       | Deuxième      | Meilleur tour Course 1 | Deuxième      |                    |                        |                                   |
| 15       | 5 au 7 septembre          | Grand Prix de Catalogne Circuit de Barcelona-Catalunya                        | Vainqueur            |                       | Troisième     |                        | Troisième     |                    | Vainqueur Course 2     |                                   |
| 15       | 5 au 7 septembre          | Grand Prix de Catalogne Circuit de Barcelona-Catalunya                        | Deuxième             |                       | Troisième     | Deuxième Course 2      | Troisième     |                    |                        |                                   |
| 15       | 5 au 7 septembre          | Grand Prix de Catalogne Circuit de Barcelona-Catalunya                        | Troisième            |                       | Meilleur Tour |                        | Meilleur Tour |                    | Troisième Course 2     |                                   |
| 15       | 5 au 7 septembre          | Grand Prix de Catalogne Circuit de Barcelona-Catalunya                        | Meilleur tour        |                       | Meilleur Tour | Meilleur tour Course 2 | Meilleur Tour |                    |                        |                                   |
| 16       | 12 au 14 septembre        | Grand Prix de Saint-Marin Misano World Circuit Marco Simoncelli               | Pole Position        |                       | Pole Position |                        | Pole Position |                    | Pole Position          |                                   |
| 16       | 12 au 14 septembre        | Grand Prix de Saint-Marin Misano World Circuit Marco Simoncelli               | Vainqueur Sprint     |                       | Vainqueur     |                        | Vainqueur     |                    | Vainqueur Course 1     |                                   |
| 16       | 12 au 14 septembre        | Grand Prix de Saint-Marin Misano World Circuit Marco Simoncelli               | Deuxième Sprint      |                       | Vainqueur     | Deuxième Course 1      | Vainqueur     |                    |                        |                                   |
| 16       | 12 au 14 septembre        | Grand Prix de Saint-Marin Misano World Circuit Marco Simoncelli               | Troisième Sprint     |                       | Deuxième      |                        | Deuxième      |                    | Troisième Course 1     |                                   |
| 16       | 12 au 14 septembre        | Grand Prix de Saint-Marin Misano World Circuit Marco Simoncelli               | Meilleur tour Sprint |                       | Deuxième      | Meilleur tour Course 1 | Deuxième      |                    |                        |                                   |
| 16       | 12 au 14 septembre        | Grand Prix de Saint-Marin Misano World Circuit Marco Simoncelli               | Vainqueur            |                       | Troisième     |                        | Troisième     |                    | Vainqueur Course 2     |                                   |
| 16       | 12 au 14 septembre        | Grand Prix de Saint-Marin Misano World Circuit Marco Simoncelli               | Deuxième             |                       | Troisième     | Deuxième Course 2      | Troisième     |                    |                        |                                   |
| 16       | 12 au 14 septembre        | Grand Prix de Saint-Marin Misano World Circuit Marco Simoncelli               | Troisième            |                       | Meilleur Tour |                        | Meilleur Tour |                    | Troisième Course 2     |                                   |
| 16       | 12 au 14 septembre        | Grand Prix de Saint-Marin Misano World Circuit Marco Simoncelli               | Meilleur tour        |                       | Meilleur Tour | Meilleur tour Course 2 | Meilleur Tour |                    |                        |                                   |
| 17       | 26 au 28 septembre        | Grand Prix du Japon Twin Ring Motegi                                          | Pole Position        |                       | Pole Position |                        | Pole Position |                    |                        |                                   |
| 17       | 26 au 28 septembre        | Grand Prix du Japon Twin Ring Motegi                                          | Vainqueur Sprint     |                       | Vainqueur     |                        | Vainqueur     |                    |                        |                                   |
| 17       | 26 au 28 septembre        | Grand Prix du Japon Twin Ring Motegi                                          | Deuxième Sprint      |                       | Vainqueur     |                        | Vainqueur     |                    |                        |                                   |
| 17       | 26 au 28 septembre        | Grand Prix du Japon Twin Ring Motegi                                          | Troisième Sprint     |                       | Deuxième      |                        | Deuxième      |                    |                        |                                   |
| 17       | 26 au 28 septembre        | Grand Prix du Japon Twin Ring Motegi                                          | Meilleur tour Sprint |                       | Deuxième      |                        | Deuxième      |                    |                        |                                   |
| 17       | 26 au 28 septembre        | Grand Prix du Japon Twin Ring Motegi                                          | Vainqueur            |                       | Troisième     |                        | Troisième     |                    |                        |                                   |
| 17       | 26 au 28 septembre        | Grand Prix du Japon Twin Ring Motegi                                          | Deuxième             |                       | Troisième     |                        | Troisième     |                    |                        |                                   |
| 17       | 26 au 28 septembre        | Grand Prix du Japon Twin Ring Motegi                                          | Troisième            |                       | Meilleur Tour |                        | Meilleur Tour |                    |                        |                                   |
| 17       | 26 au 28 septembre        | Grand Prix du Japon Twin Ring Motegi                                          | Meilleur tour        |                       | Meilleur Tour |                        | Meilleur Tour |                    |                        |                                   |
| 18       | 3 au 5 octobre            | Grand Prix d'Indonésie Circuit de Mandalika                                   | Pole Position        |                       | Pole Position |                        | Pole Position |                    |                        |                                   |
| 18       | 3 au 5 octobre            | Grand Prix d'Indonésie Circuit de Mandalika                                   | Vainqueur Sprint     |                       | Vainqueur     |                        | Vainqueur     |                    |                        |                                   |
| 18       | 3 au 5 octobre            | Grand Prix d'Indonésie Circuit de Mandalika                                   | Deuxième Sprint      |                       | Vainqueur     |                        | Vainqueur     |                    |                        |                                   |
| 18       | 3 au 5 octobre            | Grand Prix d'Indonésie Circuit de Mandalika                                   | Troisième Sprint     |                       | Deuxième      |                        | Deuxième      |                    |                        |                                   |
| 18       | 3 au 5 octobre            | Grand Prix d'Indonésie Circuit de Mandalika                                   | Meilleur tour Sprint |                       | Deuxième      |                        | Deuxième      |                    |                        |                                   |
| 18       | 3 au 5 octobre            | Grand Prix d'Indonésie Circuit de Mandalika                                   | Vainqueur            |                       | Troisième     |                        | Troisième     |                    |                        |                                   |
| 18       | 3 au 5 octobre            | Grand Prix d'Indonésie Circuit de Mandalika                                   | Deuxième             |                       | Troisième     |                        | Troisième     |                    |                        |                                   |
| 18       | 3 au 5 octobre            | Grand Prix d'Indonésie Circuit de Mandalika                                   | Troisième            |                       | Meilleur Tour |                        | Meilleur Tour |                    |                        |                                   |
| 18       | 3 au 5 octobre            | Grand Prix d'Indonésie Circuit de Mandalika                                   | Meilleur tour        |                       | Meilleur Tour |                        | Meilleur Tour |                    |                        |                                   |
| 19       | 17 au 19 octobre          | Grand Prix d'Australie Circuit de Phillip Island                              | Pole Position        |                       | Pole Position |                        | Pole Position |                    |                        |                                   |
| 19       | 17 au 19 octobre          | Grand Prix d'Australie Circuit de Phillip Island                              | Pole Position        |                       | Pole Position |                        | Pole Position |                    |                        |                                   |
| 19       | 17 au 19 octobre          | Grand Prix d'Australie Circuit de Phillip Island                              | Vainqueur Sprint     |                       | Vainqueur     |                        | Vainqueur     |                    |                        |                                   |
| 19       | 17 au 19 octobre          | Grand Prix d'Australie Circuit de Phillip Island                              | Deuxième Sprint      |                       | Vainqueur     |                        | Vainqueur     |                    |                        |                                   |
| 19       | 17 au 19 octobre          | Grand Prix d'Australie Circuit de Phillip Island                              | Troisième Sprint     |                       | Deuxième      |                        | Deuxième      |                    |                        |                                   |
| 19       | 17 au 19 octobre          | Grand Prix d'Australie Circuit de Phillip Island                              | Meilleur tour Sprint |                       | Deuxième      |                        | Deuxième      |                    |                        |                                   |
| 19       | 17 au 19 octobre          | Grand Prix d'Australie Circuit de Phillip Island                              | Vainqueur            |                       | Troisième     |                        | Troisième     |                    |                        |                                   |
| 19       | 17 au 19 octobre          | Grand Prix d'Australie Circuit de Phillip Island                              | Deuxième             |                       | Troisième     |                        | Troisième     |                    |                        |                                   |
| 19       | 17 au 19 octobre          | Grand Prix d'Australie Circuit de Phillip Island                              | Troisième            |                       | Meilleur Tour |                        | Meilleur Tour |                    |                        |                                   |
| 20       | 24 au 26 octobre          | Grand Prix de Malaisie Circuit international de Sepang                        | Pole Position        |                       | Pole Position |                        | Pole Position |                    |                        |                                   |
| 20       | 24 au 26 octobre          | Grand Prix de Malaisie Circuit international de Sepang                        | Vainqueur Sprint     |                       | Vainqueur     |                        | Vainqueur     |                    |                        |                                   |
| 20       | 24 au 26 octobre          | Grand Prix de Malaisie Circuit international de Sepang                        | Deuxième Sprint      |                       | Vainqueur     |                        | Vainqueur     |                    |                        |                                   |
| 20       | 24 au 26 octobre          | Grand Prix de Malaisie Circuit international de Sepang                        | Troisième Sprint     |                       | Deuxième      |                        | Deuxième      |                    |                        |                                   |
| 20       | 24 au 26 octobre          | Grand Prix de Malaisie Circuit international de Sepang                        | Meilleur tour Sprint |                       | Deuxième      |                        | Deuxième      |                    |                        |                                   |
| 20       | 24 au 26 octobre          | Grand Prix de Malaisie Circuit international de Sepang                        | Vainqueur            |                       | Troisième     |                        | Troisième     |                    |                        |                                   |
| 20       | 24 au 26 octobre          | Grand Prix de Malaisie Circuit international de Sepang                        | Deuxième             |                       | Troisième     |                        | Troisième     |                    |                        |                                   |
| 20       | 24 au 26 octobre          | Grand Prix de Malaisie Circuit international de Sepang                        | Troisième            |                       | Meilleur Tour |                        | Meilleur Tour |                    |                        |                                   |
| 20       | 24 au 26 octobre          | Grand Prix de Malaisie Circuit international de Sepang                        | Meilleur tour        |                       | Meilleur Tour |                        | Meilleur Tour |                    |                        |                                   |
| 21       | 7 au 9 novembre           | Grand Prix du Portugal Autódromo Internacional do Algarve                     | Pole Position        |                       | Pole Position |                        | Pole Position |                    | Pole Position          |                                   |
| 21       | 7 au 9 novembre           | Grand Prix du Portugal Autódromo Internacional do Algarve                     | Vainqueur Sprint     |                       | Vainqueur     |                        | Vainqueur     |                    | Vainqueur Course 1     |                                   |
| 21       | 7 au 9 novembre           | Grand Prix du Portugal Autódromo Internacional do Algarve                     | Deuxième Sprint      |                       | Vainqueur     | Deuxième Course 1      | Vainqueur     |                    |                        |                                   |
| 21       | 7 au 9 novembre           | Grand Prix du Portugal Autódromo Internacional do Algarve                     | Troisième Sprint     |                       | Deuxième      |                        | Deuxième      |                    | Troisième Course 1     |                                   |
| 21       | 7 au 9 novembre           | Grand Prix du Portugal Autódromo Internacional do Algarve                     | Meilleur tour Sprint |                       | Deuxième      | Meilleur tour Course 1 | Deuxième      |                    |                        |                                   |
| 21       | 7 au 9 novembre           | Grand Prix du Portugal Autódromo Internacional do Algarve                     | Vainqueur            |                       | Troisième     |                        | Troisième     |                    | Vainqueur Course 2     |                                   |
| 21       | 7 au 9 novembre           | Grand Prix du Portugal Autódromo Internacional do Algarve                     | Deuxième             |                       | Troisième     | Deuxième Course 2      | Troisième     |                    |                        |                                   |
| 21       | 7 au 9 novembre           | Grand Prix du Portugal Autódromo Internacional do Algarve                     | Troisième            |                       | Meilleur Tour |                        | Meilleur Tour |                    | Troisième Course 2     |                                   |
| 21       | 7 au 9 novembre           | Grand Prix du Portugal Autódromo Internacional do Algarve                     | Meilleur tour        |                       | Meilleur Tour | Meilleur tour Course 2 | Meilleur Tour |                    |                        |                                   |
| 22       | 14 au 16 novembre         | Grand Prix moto de la Communauté valencienne Circuit de Valence Ricardo Tormo | Pole Position        |                       | Pole Position |                        | Pole Position |                    |                        |                                   |
| 22       | 14 au 16 novembre         | Grand Prix moto de la Communauté valencienne Circuit de Valence Ricardo Tormo | Vainqueur Sprint     |                       | Vainqueur     |                        | Vainqueur     |                    |                        |                                   |
| 22       | 14 au 16 novembre         | Grand Prix moto de la Communauté valencienne Circuit de Valence Ricardo Tormo | Deuxième Sprint      |                       | Vainqueur     |                        | Vainqueur     |                    |                        |                                   |
| 22       | 14 au 16 novembre         | Grand Prix moto de la Communauté valencienne Circuit de Valence Ricardo Tormo | Troisième Sprint     |                       | Deuxième      |                        | Deuxième      |                    |                        |                                   |
| 22       | 14 au 16 novembre         | Grand Prix moto de la Communauté valencienne Circuit de Valence Ricardo Tormo | Meilleur tour Sprint |                       | Deuxième      |                        | Deuxième      |                    |                        |                                   |
| 22       | 14 au 16 novembre         | Grand Prix moto de la Communauté valencienne Circuit de Valence Ricardo Tormo | Vainqueur            |                       | Troisième     |                        | Troisième     |                    |                        |                                   |
| 22       | 14 au 16 novembre         | Grand Prix moto de la Communauté valencienne Circuit de Valence Ricardo Tormo | Deuxième             |                       | Troisième     |                        | Troisième     |                    |                        |                                   |
| 22       | 14 au 16 novembre         | Grand Prix moto de la Communauté valencienne Circuit de Valence Ricardo Tormo | Troisième            |                       | Meilleur Tour |                        | Meilleur Tour |                    |                        |                                   |
| 22       | 14 au 16 novembre         | Grand Prix moto de la Communauté valencienne Circuit de Valence Ricardo Tormo | Meilleur tour        |                       | Meilleur Tour |                        | Meilleur Tour |                    |                        |                                   |
| Sources: |                           |                                                                               |                      |                       |               |                        |               |                    |                        |                                   |

## Championnat du Monde FIM MotoGP

### Pilotes

#### Arrivées
- Fermín Aldeguer (5e Moto2 2024) rejoint  BK8 Gresini Racing MotoGP en provenance du Moto2[6].
- Ai Ogura (Champion Moto2 2024) rejoint Trackhouse Racing en provenance du Moto2[7].
- Somkiat Chantra (12e Moto2 2024) rejoint LCR Honda IDEMITSU en provenance du Moto2[8].

#### Transferts
- Jorge Martín quitte Prima Pramac Racing et rejoint Aprilia Racing[9]
- Marco Bezzecchi quitte Pertamina Enduro VR46 Racing Team et rejoint Aprilia Racing[10]
- Marc Márquez quitte Gresini Racing MotoGP et rejoint Ducati Lenovo Team[11]
- Pedro Acosta quitte Red Bull KTM Tech3 et rejoint Red Bull KTM Factory Racing[12]
- Enea Bastianini quitte Ducati Lenovo Team et rejoint Red Bull KTM Tech3[13]
- Maverick Viñales quitte Aprilia Racing et rejoint Red Bull KTM Tech3[13]
- Jack Miller quitte Red Bull KTM Factory Racing et rejoint Prima Pramac Racing[14]
- Miguel Oliveira quitte Trackhouse Racing et rejoint Prima Pramac Racing[15]

#### Départs
- Aleix Espargaró quitte Aprilia Racing et rejoint HRC en tant que pilote d'essai[16].
- Takaaki Nakagami quitte  LCR et rejoint Honda en tant que pilote de développement[17].
- Augusto Fernández quitte Red Bull KTM Tech3 et rejoint Yamaha en tant que pilote d'essai[18].

### Equipes
- Red Bull GasGas Tech3 prend le nom de Red Bull KTM Tech3 et utilise des motos d'usine[19].
- Prima Pramac Racing passe de Ducati à Yamaha pour un contrat de sept ans[20].
- Repsol met fin à sa collaboration avec Honda Racing Corporation après 30 ans[21].
- BK8 News devient le nouveau sponsor titre de l'équipe Gresini Racing pour une durée de 2 ans[22]

### Participants
| Légende         |
| --------------- |
| Pilote débutant |

| Équipes Usines                       | Équipes Usines | Équipes Usines    | Équipes Usines | Équipes Usines    | Équipes Usines |
| Équipes                              | Constructeurs  | Moto              | Nº             | Pilotes           | Manche         |
| ------------------------------------ | -------------- | ----------------- | -------------- | ----------------- | -------------- |
| Aprilia Racing                       | Aprilia        | RS-GP 25          | 1              | Jorge Martín      | 4              |
| Aprilia Racing                       | Aprilia        | RS-GP 25          | 32             | Lorenzo Savadori  | 1-3,5-11       |
| Aprilia Racing                       | Aprilia        | RS-GP 25          | 72             | Marco Bezzecchi   | 1-11           |
| Ducati Lenovo Team                   | Ducati         | Desmosedici GP 25 | 63             | Francesco Bagnaia | 1-11           |
| Ducati Lenovo Team                   | Ducati         | Desmosedici GP 25 | 93             | Marc Márquez      | 1-11           |
| Honda HRC Castrol                    | Honda          | RC213V            | 10             | Luca Marini       | 1-7, 11        |
| Honda HRC Castrol                    | Honda          | RC213V            | 30             | Takaaki Nakagami  | 9              |
| Honda HRC Castrol                    | Honda          | RC213V            | 36             | Joan Mir          | 1-11           |
| Honda HRC Castrol                    | Honda          | RC213V            | 41             | Aleix Espargaro   | 10             |
| Red Bull KTM Factory Racing          | KTM            | RC16              | 33             | Brad Binder       | 1-11           |
| Red Bull KTM Factory Racing          | KTM            | RC16              | 37             | Pedro Acosta      | 1-11           |
| Monster Energy Yamaha Factory Racing | Yamaha         | YZR-M1            | 20             | Fabio Quartararo  | 1-11           |
| Monster Energy Yamaha Factory Racing | Yamaha         | YZR-M1            | 42             | Álex Rins         | 1-11           |

| Équipes Satellites                | Équipes Satellites | Équipes Satellites | Équipes Satellites | Équipes Satellites    | Équipes Satellites |
| Équipes                           | Constructeurs      | Moto               | Nº                 | Pilotes               | Manche             |
| --------------------------------- | ------------------ | ------------------ | ------------------ | --------------------- | ------------------ |
| Trackhouse Racing                 | Aprilia            | RS-GP 25           | 25                 | Raúl Fernández        | 1-11               |
| Trackhouse Racing                 | Aprilia            | RS-GP 25           | 79                 | Ai Ogura              | 1-7,9-11           |
| Prima Pramac Racing               | Yamaha             | YZR-M1             | 7                  | Augusto Fernández     | 3-5                |
| Prima Pramac Racing               | Yamaha             | YZR-M1             | 43                 | Jack Miller           | 1-11               |
| Prima Pramac Racing               | Yamaha             | YZR-M1             | 88                 | Miguel Oliveira       | 1-2,6-11           |
| BK8 Gresini Racing MotoGP         | Ducati             | Desmosedici GP 24  | 54                 | Fermín Aldeguer       | 1-11               |
| BK8 Gresini Racing MotoGP         | Ducati             | Desmosedici GP 24  | 73                 | Álex Márquez          | 1-11               |
| Pertamina Enduro VR46 Racing Team | Ducati             | Desmosedici GP 24  | 21                 | Franco Morbidelli     | 1-11               |
| Pertamina Enduro VR46 Racing Team | Ducati             | Desmosedici GP 25  | 49                 | Fabio Di Giannantonio | 1-11               |
| LCR Honda Castrol                 | Honda              | RC213V             | 5                  | Johann Zarco          | 1-11               |
| LCR Honda IDEMITSU                | Honda              | RC213V             | 35                 | Somkiat Chantra       | 1-5,7-10           |
| Red Bull KTM Tech3                | KTM                | RC16               | 12                 | Maverick Viñales      | 1-11               |
| Red Bull KTM Tech3                | KTM                | RC16               | 23                 | Enea Bastianini       | 1-11               |

### Résultats MotoGP
Système d’attribution des points
| Position      | 1er | 2e | 3e | 4e | 5e | 6e | 7e | 8e | 9e | 10e | 11e | 12e | 13e | 14e | 15e |
| Points course | 25  | 20 | 16 | 13 | 11 | 10 | 9  | 8  | 7  | 6   | 5   | 4   | 3   | 2   | 1   |
| Points sprint | 12  | 9  | 7  | 6  | 5  | 4  | 3  | 2  | 1  |     |     |     |     |     |     |

#### Classement des pilotes
| Pos. | Pilote                | Cons.   | Équipe                               | THA    | ARG    | AME      | QAT    | ESP  | FRA    | GBR    | ARA    | ITA  | NED  | ALL    | TCH  | AUT | HON | CAT | RSM | JPN | IND | AUS | MAL | POR | VAL | Pts. |
| ---- | --------------------- | ------- | ------------------------------------ | ------ | ------ | -------- | ------ | ---- | ------ | ------ | ------ | ---- | ---- | ------ | ---- | --- | --- | --- | --- | --- | --- | --- | --- | --- | --- | ---- |
| 1    | Marc Márquez          | Ducati  | Ducati Lenovo Team                   | 1P 1 F | 1P 1 F | RetP 1 F | 1P 1 F | 121  | 21     | 32     | 1P 1 F | 1P 1 | 1    | 1P 1 F | 11 F | 1   |     |     |     |     |     |     |     |     |     | 393  |
| 2    | Álex Márquez          | Ducati  | BK8 Gresini Racing MotoGP            | 2      | 2      | 2        | 62     | 12 F | Ret2 F | 51     | 2      | 2    | Ret2 | 28     | Ret  | 2   |     |     |     |     |     |     |     |     |     | 270  |
| 3    | Francesco Bagnaia     | Ducati  | Ducati Lenovo Team                   | 3      | 43     | 13       | 28     | 3    | 16     | Ret6   | 3      | 43   | 35 F | 3      | 4P 7 |     |     |     |     |     |     |     |     |     |     | 213  |
| 4    | Marco Bezzecchi       | Aprilia | Aprilia Racing                       | 6      | Ret6   | 6        | 9      | 148  | 14     | 14 F   | 8      | 56   | 23   | Ret2   | 24   | P 4 |     |     |     |     |     |     |     |     |     | 162  |
| 5    | Fabio Di Giannantonio | Ducati  | Pertamina Enduro VR46 Racing Team    | 10     | 5      | 34       | 166    | 56   | 87     | 93     | 96     | 35   | 64   | Ret4   | 16   | 8   |     |     |     |     |     |     |     |     |     | 144  |
| 6    | Franco Morbidelli     | Ducati  | Pertamina Enduro VR46 Racing Team    | 45     | 37     | 45       | 3      | Ret4 | 15     | 4      | 54     | 67 F | 78   | Np.    | WD   |     |     |     |     |     |     |     |     |     |     | 139  |
| 7    | Pedro Acosta          | KTM     | Red Bull KTM Factory Racing          | 196    | 89     | Ret7     | 8      | 7    | 4      | 68     | 45     | 8    | 49   | Ret9   | 32   | 3   |     |     |     |     |     |     |     |     |     | 131  |
| 8    | Johann Zarco          | Honda   | LCR Honda Castrol                    | 7      | 64     | 17       | 4      | 11   | 16     | 25     | Ret    | Ret  | 12   | Ret7   | 138  | 9   |     |     |     |     |     |     |     |     |     | 110  |
| 9    | Fabio Quartararo      | Yamaha  | Monster Energy Yamaha Factory Racing | 157    | 14     | 106      | 75     | 2P   | RetP 4 | RetP 7 | Ret    | 14   | 10P  | 43     | 65   |     |     |     |     |     |     |     |     |     |     | 102  |
| 10   | Fermín Aldeguer       | Ducati  | BK8 Gresini Racing MotoGP            | 13     | 16     | Ret      | 54     | Ret5 | 3      | 8      | 63     | 129  | Ret7 | 5      | 11   | 6   |     |     |     |     |     |     |     |     |     | 101  |
| 11   | Brad Binder           | KTM     | Red Bull KTM Factory Racing          | 8      | 7      | Ret      | 13     | 6    | Ret    | 14     | Ret9   | 9    | 11   | 76     | 8    | 5   |     |     |     |     |     |     |     |     |     | 73   |
| 12   | Maverick Viñales      | KTM     | Red Bull KTM Tech3                   | 16     | 12     | 14       | 14     | 47   | 5      | 11     | 187    | Ret4 | 56   | Np.    | WD   | Np. |     |     |     |     |     |     |     |     |     | 69   |
| 13   | Raúl Fernández        | Aprilia | Trackhouse Racing                    | Ret    | 15     | 12       | 17     | 15   | 7      | 12     | 10     | 78   | 8    | 9      | 56   |     |     |     |     |     |     |     |     |     |     | 66   |
| 14   | Luca Marini           | Honda   | Honda Team                           | 12     | 10     | 8        | 10     | 10   | 11     | 15     | WD     | WD   | WD   | 6      | 12   |     |     |     |     |     |     |     |     |     |     | 52   |
| 15   | Jack Miller           | Yamaha  | Prima Pramac Racing                  | 11     | 13     | 5        | Ret    | Ret  | Ret    | 79     | 14     | Ret  | 14   | 85     | 10   |     |     |     |     |     |     |     |     |     |     | 52   |
| 16   | Enea Bastianini       | KTM     | Red Bull KTM Tech3                   | 9      | 17     | 7        | 11     | 9    | 13     | 17     | 12     | Ret  | 9    | WD     | Ret3 | 7   |     |     |     |     |     |     |     |     |     | 52   |
| 17   | Ai Ogura              | Aprilia | Trackhouse Racing                    | 54     | DSQ    | 9        | 157    | 8    | 10     | WD     | WD     | 10   | Ret  | Ret    | 14   |     |     |     |     |     |     |     |     |     |     | 51   |
| 18   | Álex Rins             | Yamaha  | Monster Energy Yamaha Factory Racing | 17     | 11     | 11       | 12     | 13   | 128    | 13     | 11     | 15   | 13   | 10     | 15   |     |     |     |     |     |     |     |     |     |     | 42   |
| 19   | Joan Mir              | Honda   | Honda Team                           | Ret9   | 98     | Ret      | Ret    | Ret9 | Ret9   | 10     | 7      | 11   | Ret  | Ret    | Ret  |     |     |     |     |     |     |     |     |     |     | 32   |
| 20   | Takaaki Nakagami      | Honda   | HRC Test Team                        |        |        |          |        |      | 6      |        |        |      |      |        |      |     |     |     |     |     |     |     |     |     |     | 10   |
| 20   | Takaaki Nakagami      | Honda   | Honda Team                           |        |        |          |        |      |        |        |        | 16   |      |        |      |     |     |     |     |     |     |     |     |     |     | 10   |
| 20   | Takaaki Nakagami      | Honda   | LCR Honda IDEMITSU                   |        |        |          |        |      |        |        |        |      |      |        | Np.  |     |     |     |     |     |     |     |     |     |     | 10   |
| 21   | Jorge Martín          | Aprilia | Aprilia Racing                       | WD     | WD     | WD       | Ret    | WD   | WD     | WD     | WD     | WD   | WD   | WD     | 7    |     |     |     |     |     |     |     |     |     |     | 9    |
| 22   | Lorenzo Salvadori     | Aprilia | Aprilia Racing                       | 20     | Np.    | 15       |        | 18   | 9      | 18     | 17     | 17   | Ret  | Ret    |      |     |     |     |     |     |     |     |     |     |     | 8    |
| 23   | Pol Espargaro         | KTM     | Red Bull KTM Tech3                   |        |        |          |        |      |        |        |        |      |      |        | 9    |     |     |     |     |     |     |     |     |     |     | 8    |
| 24   | Augusto Fernández     | Yamaha  | Prima Pramac Racing                  |        |        | 13       | Ret    | 16   |        |        |        |      |      |        |      |     |     |     |     |     |     |     |     |     |     | 6    |
| 24   | Augusto Fernández     | Yamaha  | Yamaha Factory Racing                |        |        |          |        |      |        |        | 13     |      |      |        | 18   |     |     |     |     |     |     |     |     |     |     | 6    |
| 25   | Miguel Oliveira       | Yamaha  | Prima Pramac Racing                  | 14     | Np.    | WD       | WD     | WD   | Ret    | 16     | 15     | 13   | Ret  | Ret    | 17   |     |     |     |     |     |     |     |     |     |     | 6    |
| 26   | Somkiat Chantra       | Honda   | LCR Honda IDEMITSU                   | 18     | 18     | 16       | 18     | Ret  | WD     | 19     | 16     | 18   | 15   | WD     | WD   |     |     |     |     |     |     |     |     |     |     | 1    |
| 27   | Aleix Espargaro       | Honda   | HRC Test Team                        |        |        |          |        | 17   |        | Ret    |        |      |      |        |      |     |     |     |     |     |     |     |     |     |     | 0    |
| 27   | Aleix Espargaro       | Honda   | Honda Team                           |        |        |          |        |      |        |        |        |      | 16   |        |      |     |     |     |     |     |     |     |     |     |     | 0    |
| Pos. | Pilote                | Cons.   | Équipe                               | THA    | ARG    | AME      | QAT    | ESP  | FRA    | GBR    | ARA    | ITA  | NED  | ALL    | TCH  | AUT | HON | CAT | RSM | JPN | IND | AUS | MAL | POR | VAL | Pts. |

#### Classement des pilotes indépendants
| Pos. | Pilote                | Cons.   | Équipe                            | THA | ARG | AME | QAT | ESP  | FRA    | GBR | ARA | ITA  | NED  | ALL  | TCH  | AUT | HON | CAT | RSM | JPN | IND | AUS | MAL | POR | VAL | Pts. |
| ---- | --------------------- | ------- | --------------------------------- | --- | --- | --- | --- | ---- | ------ | --- | --- | ---- | ---- | ---- | ---- | --- | --- | --- | --- | --- | --- | --- | --- | --- | --- | ---- |
| 1    | Álex Márquez          | Ducati  | BK8 Gresini Racing MotoGP         | 2   | 2   | 2   | 62  | 12 F | Ret2 F | 51  | 2   | 2    | Ret2 | 28   | Ret  | 2   |     |     |     |     |     |     |     |     |     | 270  |
| 2    | Fabio Di Giannantonio | Ducati  | Pertamina Enduro VR46 Racing Team | 10  | 5   | 34  | 166 | 56   | 87     | 93  | 96  | 35   | 64   | Ret4 | 16   | 8   |     |     |     |     |     |     |     |     |     | 144  |
| 3    | Franco Morbidelli     | Ducati  | Pertamina Enduro VR46 Racing Team | 45  | 37  | 45  | 3   | Ret4 | 15     | 4   | 54  | 67 F | 78   | WD   | WD   |     |     |     |     |     |     |     |     |     |     | 139  |
| 4    | Johann Zarco          | Honda   | LCR Honda Castrol                 | 7   | 64  | 17  | 4   | 11   | 16     | 25  | Ret | Ret  | 12   | Ret7 | 138  | 9   |     |     |     |     |     |     |     |     |     | 110  |
| 5    | Fermín Aldeguer       | Ducati  | BK8 Gresini Racing MotoGP         | 13  | 16  | Ret | 54  | Ret5 | 3      | 8   | 63  | 129  | Ret7 | 5    | 11   | 6   |     |     |     |     |     |     |     |     |     | 101  |
| 6    | Maverick Viñales      | KTM     | Red Bull KTM Tech3                | 16  | 12  | 14  | 14  | 47   | 5      | 11  | 187 | Ret4 | 56   | Np.  | WD   | Np. |     |     |     |     |     |     |     |     |     | 69   |
| 7    | Raúl Fernández        | Aprilia | Trackhouse Racing                 | Ret | 15  | 12  | 17  | 15   | 7      | 12  | 10  | 78   | 8    | 9    | 56   |     |     |     |     |     |     |     |     |     |     | 66   |
| 8    | Jack Miller           | Yamaha  | Prima Pramac Racing               | 11  | 13  | 5   | Ret | Ret  | Ret    | 79  | 14  | Ret  | 14   | 85   | 10   |     |     |     |     |     |     |     |     |     |     | 52   |
| 9    | Enea Bastianini       | KTM     | Red Bull KTM Tech3                | 9   | 17  | 7   | 11  | 9    | 13     | 17  | 12  | Ret  | 9    | WD   | Ret3 | 7   |     |     |     |     |     |     |     |     |     | 52   |
| 10   | Ai Ogura              | Aprilia | Trackhouse Racing                 | 54  | DSQ | 9   | 157 | 8    | 10     | WD  | WD  | 10   | Ret  | Ret  | 14   |     |     |     |     |     |     |     |     |     |     | 51   |
| 11   | Miguel Oliveira       | Yamaha  | Prima Pramac Racing               | 14  | Np. | WD  | WD  | WD   | Ret    | 16  | 15  | 13   | Ret  | Ret  | 17   |     |     |     |     |     |     |     |     |     |     | 6    |
| 12   | Augusto Fernández     | Yamaha  | Prima Pramac Racing               |     |     | 13  | Ret | 16   |        |     |     |      |      |      |      |     |     |     |     |     |     |     |     |     |     | 3    |
| 13   | Somkiat Chantra       | Honda   | LCR Honda IDEMITSU                | 18  | 18  | 16  | 18  | Ret  | WD     | 19  | 16  | 18   | 15   | WD   | WD   |     |     |     |     |     |     |     |     |     |     | 1    |
| 14   | Takaaki Nakagami      | Honda   | LCR Honda IDEMITSU                |     |     |     |     |      |        |     |     |      |      |      | Np.  |     |     |     |     |     |     |     |     |     |     | 0    |
| Pos. | Pilote                | Cons.   | Équipe                            | THA | ARG | AME | QAT | ESP  | FRA    | GBR | ARA | ITA  | NED  | ALL  | TCH  | AUT | HON | CAT | RSM | JPN | IND | AUS | MAL | POR | VAL | Pts. |

#### Classement des pilotes Rookies
| Pos. | Pilote          | Cons.   | Équipe                    | THA | ARG | AME | QAT | ESP  | FRA | GBR | ARA | ITA | NED  | ALL | TCH | AUT | HON | CAT | RSM | JPN | IND | AUS | MAL | POR | VAL | Pts. |
| ---- | --------------- | ------- | ------------------------- | --- | --- | --- | --- | ---- | --- | --- | --- | --- | ---- | --- | --- | --- | --- | --- | --- | --- | --- | --- | --- | --- | --- | ---- |
| 1    | Fermín Aldeguer | Ducati  | BK8 Gresini Racing MotoGP | 13  | 16  | Ret | 54  | Ret5 | 3   | 8   | 63  | 129 | Ret7 | 5   | 11  | 6   |     |     |     |     |     |     |     |     |     | 101  |
| 2    | Ai Ogura        | Aprilia | Trackhouse Racing         | 54  | DSQ | 9   | 157 | 8    | 10  | WD  | WD  | 10  | Ret  | Ret | 14  |     |     |     |     |     |     |     |     |     |     | 51   |
| 3    | Somkiat Chantra | Honda   | LCR Honda IDEMITSU        | 18  | 18  | 16  | 18  | Ret  | WD  | 19  | 16  | 18  | 15   | WD  | WD  |     |     |     |     |     |     |     |     |     |     | 1    |
| Pos. | Pilote          | Cons.   | Équipe                    | THA | ARG | AME | QAT | ESP  | FRA | GBR | ARA | ITA | NED  | ALL | TCH | AUT | HON | CAT | RSM | JPN | IND | AUS | MAL | POR | VAL | Pts. |

#### Classement des équipes
| Pos. | Équipe                               | N° | THA    | ARG    | AME      | QAT    | ESP  | FRA    | GBR    | ARA    | ITA  | NED  | ALL  | TCH  | AUT | HON | CAT | RSM | JPN | IND | AUS | MAL | POR | VAL | Pts. |
| ---- | ------------------------------------ | -- | ------ | ------ | -------- | ------ | ---- | ------ | ------ | ------ | ---- | ---- | ---- | ---- | --- | --- | --- | --- | --- | --- | --- | --- | --- | --- | ---- |
| 1    | Ducati Lenovo Team                   | 63 | 3      | 43     | 13       | 28     | 3    | 16     | Ret6   | 3      | 43   | 35 F | 3    | 4P 7 |     |     |     |     |     |     |     |     |     |     | 606  |
| 1    | Ducati Lenovo Team                   | 93 | 1P 1 F | 1P 1 F | RetP 1 F | 1P 1 F | 121  | 21     | 32     | 1P 1 F | 1P 1 | 1    | 1P 1 | 11 F | 1   |     |     |     |     |     |     |     |     |     | 606  |
| 2    | BK8 Gresini Racing MotoGP            | 54 | 13     | 16     | Ret      | 54     | Ret5 | 3      | 8      | 63     | 129  | Ret7 | 5    | 11   | 6   |     |     |     |     |     |     |     |     |     | 371  |
| 2    | BK8 Gresini Racing MotoGP            | 73 | 2      | 2      | 2        | 62     | 12 F | Ret2 F | 51     | 2      | 2    | Ret2 | 28   | Ret  | 2   |     |     |     |     |     |     |     |     |     | 371  |
| 3    | Pertamina Enduro VR46 Racing Team    | 21 | 45     | 37     | 45       | 3      | Ret4 | 15     | 4      | 54     | 67 F | 78   | Np.  | WD   |     |     |     |     |     |     |     |     |     |     | 283  |
| 3    | Pertamina Enduro VR46 Racing Team    | 49 | 10     | 5      | 34       | 166    | 56   | 87     | 93     | 96     | 35   | 64   | Ret4 | 16   | 8   |     |     |     |     |     |     |     |     |     | 283  |
| 4    | Red Bull KTM Factory Racing          | 33 | 8      | 7      | Ret      | 13     | 6    | Ret    | 14     | Ret9   | 9    | 11   | 76   | 8    | 5   |     |     |     |     |     |     |     |     |     | 204  |
| 4    | Red Bull KTM Factory Racing          | 37 | 196    | 89     | Ret7     | 8      | 7    | 4      | 68     | 45     | 8    | 49   | Ret9 | 32   | 3   |     |     |     |     |     |     |     |     |     | 204  |
| 5    | Aprilia Racing                       | 1  | WD     | WD     | WD       | Ret    | WD   | WD     | WD     | WD     | WD   | WD   | WD   | 7    |     |     |     |     |     |     |     |     |     |     | 180  |
| 5    | Aprilia Racing                       | 32 | 20     | Np.    | 15       |        | 18   | 9      | 18     | 17     | 17   | Ret  | Ret  |      |     |     |     |     |     |     |     |     |     |     | 180  |
| 5    | Aprilia Racing                       | 72 | 6      | Ret6   | 6        | 9      | 148  | 14     | 14 F   | 8      | 56   | 23   | Ret2 | 24   | P 4 |     |     |     |     |     |     |     |     |     | 180  |
| 6    | Monster Energy Yamaha Factory Racing | 20 | 157    | 14     | 106      | 75     | 2P   | RetP 4 | RetP 7 | Ret    | 14   | 10P  | 43   | 65   |     |     |     |     |     |     |     |     |     |     | 144  |
| 6    | Monster Energy Yamaha Factory Racing | 42 | 17     | 11     | 11       | 12     | 13   | 128    | 13     | 11     | 15   | 13   | 10   | 15   |     |     |     |     |     |     |     |     |     |     | 144  |
| 7    | Red Bull KTM Tech3                   | 12 | 16     | 12     | 14       | 14     | 47   | 5      | 11     | 187    | Ret4 | 56   | Np.  | WD   | Np. |     |     |     |     |     |     |     |     |     | 129  |
| 7    | Red Bull KTM Tech3                   | 23 | 9      | 17     | 7        | 11     | 9    | 13     | 17     | 12     | Ret  | 9    | WD   | Ret3 | 7   |     |     |     |     |     |     |     |     |     | 129  |
| 7    | Red Bull KTM Tech3                   | 44 |        |        |          |        |      |        |        |        |      |      |      | 9    |     |     |     |     |     |     |     |     |     |     | 129  |
| 8    | Trackhouse Racing                    | 25 | Ret    | 15     | 12       | 17     | 15   | 7      | 12     | 10     | 78   | 8    | 9    | 56   |     |     |     |     |     |     |     |     |     |     | 123  |
| 8    | Trackhouse Racing                    | 79 | 54     | DSQ    | 9        | 157    | 8    | 10     | WD     | WD     | 10   | Ret  | Ret  | 14   |     |     |     |     |     |     |     |     |     |     | 123  |
| 9    | LCR Honda                            | 5  | 7      | 64     | 17       | 4      | 11   | 16     | 25     | Ret    | Ret  | 12   | Ret7 | 138  | 9   |     |     |     |     |     |     |     |     |     | 111  |
| 9    | LCR Honda                            | 30 |        |        |          |        |      |        |        |        |      |      |      | Np.  |     |     |     |     |     |     |     |     |     |     | 111  |
| 9    | LCR Honda                            | 35 | 18     | 18     | 16       | 18     | Ret  | WD     | 19     | 16     | 18   | 15   | WD   |      |     |     |     |     |     |     |     |     |     |     | 111  |
| 10   | Honda Team                           | 10 | 12     | 10     | 8        | 10     | 10   | 11     | 15     | WD     | WD   | WD   | 6    | 12   |     |     |     |     |     |     |     |     |     |     | 83   |
| 10   | Honda Team                           | 30 |        |        |          |        |      |        |        |        | 16   |      |      |      |     |     |     |     |     |     |     |     |     |     | 83   |
| 10   | Honda Team                           | 36 | Ret9   | 98     | Ret      | Ret    | Ret9 | Ret9   | 10     | 7      | 11   | Ret  | Ret  | Ret  |     |     |     |     |     |     |     |     |     |     | 83   |
| 10   | Honda Team                           | 41 |        |        |          |        |      |        |        |        |      | 16   |      |      |     |     |     |     |     |     |     |     |     |     | 83   |
| 11   | Prima Pramac Racing                  | 7  |        |        | 13       | Ret    | 16   |        |        |        |      |      |      |      |     |     |     |     |     |     |     |     |     |     | 61   |
| 11   | Prima Pramac Racing                  | 43 | 11     | 13     | 5        | Ret    | Ret  | Ret    | 79     | 14     | Ret  | 14   | 85   | 10   |     |     |     |     |     |     |     |     |     |     | 61   |
| 11   | Prima Pramac Racing                  | 88 | 14     | Np.    | WD       | WD     | WD   | Ret    | 16     | 15     | 13   | Ret  | Ret  | 17   |     |     |     |     |     |     |     |     |     |     | 61   |
| Pos. | Équipe                               | N° | THA    | ARG    | AME      | QAT    | ESP  | FRA    | GBR    | ARA    | ITA  | NED  | ALL  | TCH  | AUT | HON | CAT | RSM | JPN | IND | AUS | MAL | POR | VAL | Pts. |

#### Classement des constructeurs
| Pos. | Constructeur | THA | ARG | AME | QAT | ESP | FRA | GBR | ARA | ITA | NED | ALL | TCH | AUT | HON | CAT | RSM | JPN | IND | AUS | MAL | POR | VAL | Pts. |
| ---- | ------------ | --- | --- | --- | --- | --- | --- | --- | --- | --- | --- | --- | --- | --- | --- | --- | --- | --- | --- | --- | --- | --- | --- | ---- |
| 1    | Ducati       | 1   | 1   | 1   | 1   | 1   | 21  | 31  | 1   | 1   | 1   | 1   | 1   | 1   |     |     |     |     |     |     |     |     |     | 443  |
| 2    | Aprilia      | 54  | 156 | 69  | 97  | 8   | 7   | 14  | 8   | 56  | 23  | 92  | 24  | 4   |     |     |     |     |     |     |     |     |     | 193  |
| 3    | KTM          | 86  | 79  | 7   | 8   | 47  | 45  | 68  | 45  | 84  | 46  | 76  | 32  | 3   |     |     |     |     |     |     |     |     |     | 182  |
| 4    | Honda        | 79  | 64  | 8   | 4   | 109 | 16  | 25  | 7   | 11  | 12  | 67  | 128 | 9   |     |     |     |     |     |     |     |     |     | 148  |
| 5    | Yamaha       | 117 | 11  | 56  | 75  | 2   | 124 | 7   | 11  | 13  | 10  | 43  | 65  |     |     |     |     |     |     |     |     |     |     | 133  |
| Pos. | Constructeur | THA | ARG | AME | QAT | ESP | FRA | GBR | ARA | ITA | NED | ALL | TCH | AUT | HON | CAT | RSM | JPN | IND | AUS | MAL | POR | VAL | Pts. |

## Championnat du Monde FIM Moto2

### Pilotes

#### Arrivées
- Yuki Kunii rejoint IDEMITSU Honda Team Asia[36]
- Adrián Huertas rejoint Italtrans Racing Team en provenance du WorldSSP[37]
- Jorge Navarro rejoint Klint Forward Factory Team en provenance du WorldSSP[38]

Arrivées du Moto3 :
- Iván Ortolá (4e Moto3 2024) rejoint MT Helmets - MSI[39]
- David Alonso (Champion Moto3 2024) et Daniel Holgado (2e Moto3 2024) rejoignent CFMoto Aspar Team[40],[41]
- Collin Veijer (3e Moto3 2024) rejoint Red Bull KTM Ajo[42]

#### Transferts
- Celestino Vietti quitte Red Bull KTM Ajo et rejoint Speed Up Racing[43]
- Jake Dixon quitte CFMoto Aspar Team et rejoint Elf Marc VDS Racing Team [44]
- Darryn Binder quitte Liqui Moly Husqvarna Intact GP et rejoint QJMotor Gresini Racing Moto2[45]
- Manuel González quitte QJMotor Gresini Racing Moto2 et rejoint Liqui Moly Husqvarna Intact GP[46]
- Ayumu Sasaki quitte Yamaha VR46 Master Camp Team et rejoint RW-Idrofoglia Racing GP[47]
- Barry Baltus quitte RW-Idrofoglia Racing GP et rejoint Fantic Racing[48]
- Tony Arbolino quitte Elf Marc VDS Racing Team et rejoint Pramac Yamaha Moto2[49]
- Izan Guevara quitte CFMoto Aspar Team et rejoint Pramac Yamaha Moto2[49]

#### Départs
- Jaume Masia quitte le Moto2 pour rejoindre Orelac Racing Verdnatura en  WorldSSP[50]
- Daniel Muñoz quitte le Moto2 suite aux litiges juridiques de l'équipe Preicanos Racing Team [51]
- Xavi Artigas quitte le Moto2 pour le championnat de supersport italien avec Kawasaki et pilote d'essai avec Bimota en WSBK
- Jeremy Alcoba quitte le Moto2 pour rejoindre Kawasaki WorldSSP Team en  WorldSSP[52]

Départs en MotoGP :
- Fermín Aldeguer (5e 2024) rejoint Gresini Racing MotoGP[6]
- Ai Ogura (Champion 2024) rejoint Trackhouse Racing[7]
- Somkiat Chantra (12e 2024) rejoint LCR Honda IDEMITSU[8]

Départs en Moto3 :
- Dennis Foggia rejoint CFMoto Aspar Team[53]

### Equipes
- Prima Pramac Racing rejoint le championnat et se lie à Yamaha pour la création de son équipe. Celle-ci remplace le VR46 Racing Team, l'équipe mettant fin à sa collaboration avec Yamaha[20],[54]
- MT Helmets - MSI s'associe avec QJMotor pour l'année 2025 et se renomme QJMotor Frinsa MSI[55]
- Preicanos Racing Team quitte le Moto2 à la suite de litiges juridiques[51]

### Participants
| Légende         |
| --------------- |
| Pilote débutant |
| Remplaçant      |
| Invité          |

| Équipes                           | Constructeurs | Moto  | Nº | Pilotes                 | Manche      |
| --------------------------------- | ------------- | ----- | -- | ----------------------- | ----------- |
| Speed Up Racing                   | Boscoscuro    | B-25  | 13 | Celestino Vietti        | 1-9         |
| Speed Up Racing                   | Boscoscuro    | B-25  | 21 | Alonso López            | 1-9         |
| QJMotor Frinsa MSI                | Boscoscuro    | B-25  | 3  | Sergio García           | 4-8         |
| QJMotor Frinsa MSI                | Boscoscuro    | B-25  | 4  | Iván Ortolá             | 1-9         |
| Elf Marc VDS Racing Team          | Boscoscuro    | B-25  | 12 | Filip Salač             | 1-9         |
| Elf Marc VDS Racing Team          | Boscoscuro    | B-25  | 96 | Jake Dixon              | 1-9         |
| BLU CRU Pramac Yamaha Moto2 Team, | Boscoscuro    | B-25  | 14 | Tony Arbolino           | 1-9         |
| BLU CRU Pramac Yamaha Moto2 Team, | Boscoscuro    | B-25  | 28 | Izan Guevara            | 1-9         |
| Klint Forward Factory Team        | Forward       | F2    | 9  | Jorge Navarro           | 1-9         |
| Klint Forward Factory Team        | Forward       | F2    | 11 | Álex Escrig             | 1-5,8-9     |
| Onlyfans American Racing          | Kalex         | Moto2 | 16 | Joe Roberts             | 1-9         |
| Onlyfans American Racing          | Kalex         | Moto2 | 24 | Marcos Ramirez          | 1-9         |
| CFMoto Aspar Team                 | Kalex         | Moto2 | 27 | Daniel Holgado          | 1-9         |
| CFMoto Aspar Team                 | Kalex         | Moto2 | 80 | David Alonso            | 1-9         |
| ITALJET Gresini Moto2             | Kalex         | Moto2 | 15 | Darryn Binder           | 1-2,4-5,8-9 |
| ITALJET Gresini Moto2             | Kalex         | Moto2 | 75 | Albert Arenas           | 1-9         |
| IDEMITSU Honda Team Asia          | Kalex         | Moto2 | 64 | Mario Aji               | 1-4         |
| IDEMITSU Honda Team Asia          | Kalex         | Moto2 | 92 | Yuki Kunii              | 1-9         |
| Italtrans Racing Team             | Kalex         | Moto2 | 10 | Diogo Moreira           | 1-9         |
| Italtrans Racing Team             | Kalex         | Moto2 | 99 | Adrián Huertas          | 1-6,8-9     |
| Liqui Moly Husqvarna Intact GP    | Kalex         | Moto2 | 18 | Manuel González         | 1-9         |
| Liqui Moly Husqvarna Intact GP    | Kalex         | Moto2 | 81 | Senna Agius             | 1-9         |
| Fantic Racing LINO SONEGO         | Kalex         | Moto2 | 7  | Barry Baltus            | 1-9         |
| Fantic Racing LINO SONEGO         | Kalex         | Moto2 | 44 | Aron Canet              | 1-9         |
| Red Bull KTM Ajo                  | Kalex         | Moto2 | 53 | Deniz Öncü              | 1-9         |
| Red Bull KTM Ajo                  | Kalex         | Moto2 | 95 | Collin Veijer           | 1-6,9       |
| RW-Idrofoglia Racing GP           | Kalex         | Moto2 | 71 | Ayumu Sasaki            | 1-9         |
| RW-Idrofoglia Racing GP           | Kalex         | Moto2 | 84 | Zonta van den Goorbergh | 1-9         |
| Sources:                          |               |       |    |                         |             |

### Résultats Moto2

#### Classement des pilotes
Système d’attribution des points
| Position | 1er | 2e | 3e | 4e | 5e | 6e | 7e | 8e | 9e | 10e | 11e | 12e | 13e | 14e | 15e |
| Points   | 25  | 20 | 16 | 13 | 11 | 10 | 9  | 8  | 7  | 6   | 5   | 4   | 3   | 2   | 1   |

| Pos. | Pilote                  | Cons.      | Équipe                           | THA  | ARG | AME | QAT | ESP  | FRA | GBR  | ARA  | ITA | NED  | ALL  | TCH | AUT  | HON | CAT | RSM | JPN | IND | AUS | MAL | POR | VAL | Pts |
| ---- | ----------------------- | ---------- | -------------------------------- | ---- | --- | --- | --- | ---- | --- | ---- | ---- | --- | ---- | ---- | --- | ---- | --- | --- | --- | --- | --- | --- | --- | --- | --- | --- |
| 1    | Manuel González         | Kalex      | Liqui Moly Husqvarna Intact GP   | 1P F | 2P  | 22F | 3P  | 1P F | 1P  | RetF | 9    | 1F  | 3    | 4    | 3   | RetP |     |     |     |     |     |     |     |     |     | 188 |
| 2    | Aron Canet              | Kalex      | Fantic Racing LINO SONEGO        | 2    | 4   | 4   | 1   | 8    | 3   | 4P   | 6    | 3   | 2    | 7    | Ret | 10   |     |     |     |     |     |     |     |     |     | 169 |
| 3    | Diogo Moreira           | Kalex      | Italtrans Racing Team            | 4    | Ret | 21  | 5   | 4    | 4   | 2    | 2P F | 4P  | 1P F | RetF | Ret | 1    |     |     |     |     |     |     |     |     |     | 153 |
| 4    | Barry Baltus            | Kalex      | Fantic Racing LINO SONEGO        | 6    | 12  | 7   | 6F  | 2    | 2F  | Ret  | 3    | 11  | Ret  | 2    | 2P  | 7    |     |     |     |     |     |     |     |     |     | 143 |
| 5    | Jake Dixon              | Boscoscuro | Elf Marc VDS Racing Team         | 7    | 1F  | 1P  | Ret | 9    | 5   | 11   | 13   | 17  | 4    | 3P   | 11  | 20   |     |     |     |     |     |     |     |     |     | 119 |
| 6    | Celestino Vietti        | Boscoscuro | Speed Up Racing                  | Ret  | 3   | 20  | 7   | 7    | 8   | 6    | 18   | 5   | 11   | 5    | 5   | 3    |     |     |     |     |     |     |     |     |     | 106 |
| 7    | Deniz Öncü              | Kalex      | Red Bull KTM Ajo                 | 12   | 14  | Ret | 2   | 5    | 17  | 19   | 1    | 6   | Ret  | 1    | 13  | WD   |     |     |     |     |     |     |     |     |     | 100 |
| 8    | Albert Arenas           | Kalex      | ITALJET Gresini Moto2            | 11   | 10  | 24  | 9   | 6    | 6   | 12   | 12   | 2   | 7    | Ret  | 10  | 4    |     |     |     |     |     |     |     |     |     | 94  |
| 9    | Senna Agius             | Kalex      | Liqui Moly Husqvarna Intact GP   | 3    | 13  | 23  | 14  | 3    | 14  | 1    | 4    | 13  | 9    | 11   | 15  | Ret  |     |     |     |     |     |     |     |     |     | 93  |
| 10   | Marcos Ramirez          | Kalex      | Onlyfans American Racing         | 5    | 5   | 11  | 8   | 12   | 15  | 9    | 8    | 10  | 6    | Ret  | 7   | 12   |     |     |     |     |     |     |     |     |     | 84  |
| 11   | Joe Roberts             | Kalex      | Onlyfans American Racing         | 18   | 16  | 25  | 15  | 11   | 12  | 8    | 7    | 9   | 5    | 6    | 1F  | Ret  |     |     |     |     |     |     |     |     |     | 80  |
| 12   | Daniel Holgado          | Kalex      | CFMoto Aspar Team                | 8    | 9   | 8   | 4   | Ret  | 16  | 18   | Ret  | 15  | 10   | 12   | 4   | 2    |     |     |     |     |     |     |     |     |     | 80  |
| 13   | Filip Salač             | Boscoscuro | Elf Marc VDS Racing Team         | 9    | Ret | Ret | 10  | 10   | 7   | 7    | 5    | 12  | Ret  | 10   | 8   | 11   |     |     |     |     |     |     |     |     |     | 71  |
| 14   | Izan Guevara            | Boscoscuro | BLU CRU Pramac Yamaha Moto2 Team | 16   | 15  | 5   | 22  | Ret  | Ret | 5    | 11   | 7   | Ret  | 8    | 6   | 9    |     |     |     |     |     |     |     |     |     | 62  |
| 15   | Alonso López            | Boscoscuro | Speed Up Racing                  | 10   | 8   | 3   | 16  | Ret  | 10  | 10   | 10   | 14  | 8    | Ret  | 18  | 16   |     |     |     |     |     |     |     |     |     | 58  |
| 16   | Tony Arbolino           | Boscoscuro | BLU CRU Pramac Yamaha Moto2 Team | 13   | 11  | 2   | 20  | 15   | Ret | 14   | 17   | 18  | 13   | Ret  | 19  | 5    |     |     |     |     |     |     |     |     |     | 45  |
| 17   | David Alonso            | Kalex      | CFMoto Aspar Team                | 21   | 20  | 14  | 11  | Ret  | 11  | 3    | Ret  | 8   | Ret  | Ret  | 9   | Ret  |     |     |     |     |     |     |     |     |     | 43  |
| 18   | Iván Ortolá             | Boscoscuro | MT Helmets - MSI                 | 22   | 19  | 6   | 18  | 18   | 9   | Ret  | 14   | 16  | Ret  | 13   | 12  | 6    |     |     |     |     |     |     |     |     |     | 36  |
| 19   | Collin Veijer           | Kalex      | Red Bull KTM Ajo                 | 20   | 24  | 10  | 13  | 14   | Ret | WD   | WD   | 20  | 14   | 16   | 16  | 8    |     |     |     |     |     |     |     |     |     | 21  |
| 20   | Zonta van den Goorbergh | Kalex      | RW-Idrofoglia Racing GP          | 24   | 17  | 13  | 12  | 20   | 19  | 13   | 16   | Ret | 12   | 17   | 20  | 21   |     |     |     |     |     |     |     |     |     | 14  |
| 21   | Darryn Binder           | Kalex      | ITALJET Gresini Moto2            | 17   | 6   | WD  | Ret | 19   | WD  | WD   | Ret  | 21  | Ret  | 15   | 17  | 15   |     |     |     |     |     |     |     |     |     | 12  |
| 22   | Ayumu Sasaki            | Kalex      | RW-Idrofoglia Racing GP          | 23   | 18  | 19  | Ret | Ret  | 20  | 17   | Ret  | 19  | 15   | 9    | Ret | 13   |     |     |     |     |     |     |     |     |     | 11  |
| 23   | Álex Escrig             | Forward    | Klint Forward Factory Team       | Ret  | 7   | 15  | 21  | 17   | WD  | WD   | 21   | 24  | 16   | 20   | 21  | 19   |     |     |     |     |     |     |     |     |     | 10  |
| 24   | Mario Aji               | Kalex      | IDEMITSU Honda Team Asia         | 15   | Ret | 9   | 23  | WD   | WD  | WD   | WD   | WD  | WD   | WD   | WD  | WD   |     |     |     |     |     |     |     |     |     | 8   |
| 25   | Adrián Huertas          | Kalex      | Italtrans Racing Team            | 14   | Ret | 16  | 17  | 13   | 18  | WD   | 19   | 22  | Ret  | 18   | 14  | 18   |     |     |     |     |     |     |     |     |     | 7   |
| 26   | Oscar Gutierrez         | Boscoscuro | MT Helmets - MSI                 | 25   | 22  | 12  |     |      |     |      |      |     |      |      |     |      |     |     |     |     |     |     |     |     |     | 4   |
| 27   | Sergio García           | Boscoscuro | MT Helmets - MSI                 | WD   | WD  | WD  | 19  | 22   | 13  | 16   | 20   |     |      |      |     |      |     |     |     |     |     |     |     |     |     | 3   |
| 28   | Jorge Navarro           | Forward    | Klint Forward Factory Team       | Ret  | 21  | 18  | 25  | 21   | Ret | 15   | 23   | Ret | Ret  | 14   | 22  | 17   |     |     |     |     |     |     |     |     |     | 3   |
| 29   | Daniel Muñoz            | Forward    | Klint Forward Factory Team       |      |     |     |     |      | 21  | 21   |      |     |      |      |     |      |     |     |     |     |     |     |     |     |     | 3   |
| 29   | Daniel Muñoz            | Kalex      | Red Bull KTM Ajo                 |      |     |     |     |      |     |      | 15   |     |      |      |     | 14   |     |     |     |     |     |     |     |     |     | 3   |
| 30   | Yuki Kunii              | Kalex      | IDEMITSU Honda Team Asia         | 19   | 23  | 17  | 24  | 16   | 22  | 20   | 22   | 23  | Ret  | 19   | 23  | 24   |     |     |     |     |     |     |     |     |     | 0   |
| 31   | Eric Fernandez          | Boscoscuro | MT Helmets - MSI                 |      |     |     |     |      |     |      |      | 26  | 17   | Ret  | 25  |      |     |     |     |     |     |     |     |     |     | 0   |
| 32   | Taiga Hada              | Kalex      | IDEMITSU Honda Team Asia         |      |     |     |     |      |     |      |      |     |      | 21   | 24  |      |     |     |     |     |     |     |     |     |     | 0   |
| 33   | Mattia Pasini           | Kalex      | Fantic Racing LINO SONEGO        |      |     |     |     |      |     |      |      |     |      |      | Ret | 22   |     |     |     |     |     |     |     |     |     | 0   |
| 34   | Unai Orradre            | Boscoscuro | MT Helmets - MSI                 |      |     |     |     |      |     |      |      |     |      |      |     | 23   |     |     |     |     |     |     |     |     |     | 0   |
| 35   | Nakarin Atiratphuvapat  | Kalex      | IDEMITSU Honda Team Asia         |      |     |     |     |      |     |      | 24   | 25  | Ret  |      |     | 25   |     |     |     |     |     |     |     |     |     | 0   |
| NC   | Milan Pawelec           | Kalex      | AGR Team Fusport                 |      |     |     |     |      |     |      |      |     |      |      | Ret |      |     |     |     |     |     |     |     |     |     | 0   |
| Pos. | Pilote                  | Cons.      | Équipe                           | THA  | ARG | AME | QAT | ESP  | FRA | GBR  | ARA  | ITA | NED  | ALL  | TCH | AUT  | HON | CAT | RSM | JPN | IND | AUS | MAL | POR | VAL | Pts |

#### Classement des équipes
| Pos. | Équipe                           | N° | THA  | ARG | AME | QAT | ESP  | FRA | GBR  | ARA  | ITA | NED  | ALL  | TCH | AUT  | HON | CAT | RSM | JPN | IND | AUS | MAL | POR | VAL | Pts. |
| ---- | -------------------------------- | -- | ---- | --- | --- | --- | ---- | --- | ---- | ---- | --- | ---- | ---- | --- | ---- | --- | --- | --- | --- | --- | --- | --- | --- | --- | ---- |
| 1    | Fantic Racing LINO SONEGO        | 7  | 6    | 12  | 7   | 6F  | 2    | 2F  | Ret  | 3    | 11  | Ret  | 2    | 2P  | 7    |     |     |     |     |     |     |     |     |     | 312  |
| 1    | Fantic Racing LINO SONEGO        | 44 | 2    | 4   | 4   | 1   | 8    | 3   | 4P   | 6    | 3   | 2    | 7    | Ret | 10   |     |     |     |     |     |     |     |     |     | 312  |
| 2    | Liqui Moly Husqvarna Intact GP   | 18 | 1P F | 2P  | 22  | 3P  | 1P F | 1P  | RetF | 9    | 1F  | 3    | 4    | 3   | RetP |     |     |     |     |     |     |     |     |     | 281  |
| 2    | Liqui Moly Husqvarna Intact GP   | 81 | 3    | 13  | 23  | 14  | 3    | 14  | 1    | 4    | 13  | 9    | 11   | 15  | Ret  |     |     |     |     |     |     |     |     |     | 281  |
| 3    | Elf Marc VDS Racing Team         | 12 | 9    | Ret | Ret | 10  | 10   | 7   | 7    | 5    | 12  | Ret  | 10   | 8   | 11   |     |     |     |     |     |     |     |     |     | 191  |
| 3    | Elf Marc VDS Racing Team         | 96 | 7    | 1F  | 1P  | Ret | 9    | 5   | 11   | 13   | 17  | 4    | 3P   | 11  | 20   |     |     |     |     |     |     |     |     |     | 191  |
| 4    | Onlyfans American Racing         | 16 | 18   | 16  | 25  | 15  | 11   | 12  | 8    | 7    | 9   | 5    | 6    | 1F  | Ret  |     |     |     |     |     |     |     |     |     | 164  |
| 4    | Onlyfans American Racing         | 24 | 5    | 5   | 11  | 8   | 12   | 15  | 9    | 8    | 10  | 6    | Ret  | 7   | 12   |     |     |     |     |     |     |     |     |     | 164  |
| 5    | Speed Up Racing                  | 13 | Ret  | 3   | 20  | 7   | 7    | 8   | 6    | 18   | 5   | 11   | 5    | 5   | 3    |     |     |     |     |     |     |     |     |     | 164  |
| 5    | Speed Up Racing                  | 21 | 10   | 8   | 3   | 16  | Ret  | 10  | 10   | 10   | 14  | 8    | Ret  | 18  | 16   |     |     |     |     |     |     |     |     |     | 164  |
| 6    | Italtrans Racing Team            | 10 | 4    | Ret | 21  | 5   | 4    | 4   | 2    | 2P F | 4P  | 1P F | RetF | Ret | 1    |     |     |     |     |     |     |     |     |     | 158  |
| 6    | Italtrans Racing Team            | 99 | 14   | Ret | 16  | 17  | 13   | 18  | WD   | 19   | 22  | Ret  | 18   | 14  | 18   |     |     |     |     |     |     |     |     |     | 158  |
| 7    | CFMoto Aspar Team                | 27 | 8    | 9   | 8   | 4   | Ret  | 16  | 18   | Ret  | 15  | 10   | 12   | 4   | 2    |     |     |     |     |     |     |     |     |     | 123  |
| 7    | CFMoto Aspar Team                | 80 | 21   | 20  | 14  | 11  | Ret  | 11  | 3    | Ret  | 8   | Ret  | Ret  | 9   | Ret  |     |     |     |     |     |     |     |     |     | 123  |
| 8    | Red Bull KTM Ajo                 | 17 |      |     |     |     |      |     |      | 15   |     |      |      |     | 14   |     |     |     |     |     |     |     |     |     | 122  |
| 8    | Red Bull KTM Ajo                 | 53 | 12   | 14  | Ret | 2   | 5    | 17  | 19   | 1    | 6   | Ret  | 1    | 13  | WD   |     |     |     |     |     |     |     |     |     | 122  |
| 8    | Red Bull KTM Ajo                 | 95 | 20   | 24  | 10  | 13  | 14   | Ret | WD   | WD   | 20  | 14   | 16   | 16  | 8    |     |     |     |     |     |     |     |     |     | 122  |
| 9    | BLU CRU Pramac Yamaha Moto2 Team | 14 | 13   | 11  | 2   | 20  | 15   | Ret | 14   | 17   | 18  | 13   | Ret  | 19  | 5    |     |     |     |     |     |     |     |     |     | 107  |
| 9    | BLU CRU Pramac Yamaha Moto2 Team | 28 | 16   | 15  | 5   | 22  | Ret  | Ret | 5    | 11   | 7   | Ret  | 8    | 6   | 9    |     |     |     |     |     |     |     |     |     | 107  |
| 10   | ITALJET Gresini Moto2            | 15 | 17   | 6   | WD  | Ret | 19   | WD  | WD   | Ret  | 21  | Ret  | 15   | 17  | 15   |     |     |     |     |     |     |     |     |     | 106  |
| 10   | ITALJET Gresini Moto2            | 75 | 11   | 10  | 24  | 9   | 6    | 6   | 12   | 12   | 2   | 7    | Ret  | 10  | 4    |     |     |     |     |     |     |     |     |     | 106  |
| 11   | QJMotor Frinsa MSI               | 3  | WD   | WD  | WD  | 19  | 22   | 13  | 16   | 20   |     |      |      |     |      |     |     |     |     |     |     |     |     |     | 43   |
| 11   | QJMotor Frinsa MSI               | 4  | 22   | 19  | 6   | 18  | 18   | 9   | Ret  | 14   | 16  | Ret  | 13   | 12  | 6    |     |     |     |     |     |     |     |     |     | 43   |
| 11   | QJMotor Frinsa MSI               | 19 |      |     |     |     |      |     |      |      |     |      |      |     | 23   |     |     |     |     |     |     |     |     |     | 43   |
| 11   | QJMotor Frinsa MSI               | 61 |      |     |     |     |      |     |      |      | 26  | 17   | Ret  | 25  |      |     |     |     |     |     |     |     |     |     | 43   |
| 11   | QJMotor Frinsa MSI               | 66 | 25   | 22  | 12  |     |      |     |      |      |     |      |      |     |      |     |     |     |     |     |     |     |     |     | 43   |
| 12   | RW-Idrofoglia Racing GP          | 71 | 23   | 18  | 19  | Ret | Ret  | 20  | 17   | Ret  | 19  | 15   | 9    | Ret | 13   |     |     |     |     |     |     |     |     |     | 25   |
| 12   | RW-Idrofoglia Racing GP          | 84 | 24   | 17  | 13  | 12  | 20   | 19  | 13   | 16   | Ret | 12   | 17   | 20  | 21   |     |     |     |     |     |     |     |     |     | 25   |
| 13   | Klint Forward Factory Team       | 9  | Ret  | 21  | 18  | 25  | 21   | Ret | 15   | 23   | Ret | Ret  | 14   | 22  | 17   |     |     |     |     |     |     |     |     |     | 13   |
| 13   | Klint Forward Factory Team       | 11 | Ret  | 7   | 15  | 21  | 17   | WD  | WD   | 21   | 24  | 16   | 20   | 21  | 19   |     |     |     |     |     |     |     |     |     | 13   |
| 13   | Klint Forward Factory Team       | 17 |      |     |     |     |      | 21  | 21   |      |     |      |      |     |      |     |     |     |     |     |     |     |     |     | 13   |
| 14   | IDEMITSU Honda Team Asia         | 23 |      |     |     |     |      |     |      |      |     |      | 21   | 24  |      |     |     |     |     |     |     |     |     |     | 8    |
| 14   | IDEMITSU Honda Team Asia         | 41 |      |     |     |     |      |     |      | 24   | 25  | Ret  |      |     | 25   |     |     |     |     |     |     |     |     |     | 8    |
| 14   | IDEMITSU Honda Team Asia         | 64 | 15   | Ret | 9   | 23  | WD   | WD  | WD   | WD   | WD  | WD   | WD   | WD  | WD   |     |     |     |     |     |     |     |     |     | 8    |
| 14   | IDEMITSU Honda Team Asia         | 92 | 19   | 23  | 17  | 24  | 16   | 22  | 20   | 22   | 23  | Ret  | 19   | 23  | 24   |     |     |     |     |     |     |     |     |     | 8    |
| Pos. | Équipe                           | N° | THA  | ARG | AME | QAT | ESP  | FRA | GBR  | ARA  | ITA | NED  | ALL  | TCH | AUT  | HON | CAT | RSM | JPN | IND | AUS | MAL | POR | VAL | Pts. |

#### Classement des constructeurs
| Pos. | Constructeur | THA | ARG | AME | QAT | ESP | FRA | GBR | ARA | ITA | NED | ALL | TCH | AUT | HON | CAT | RSM | JPN | IND | AUS | MAL | POR | VAL | Pts. |
| ---- | ------------ | --- | --- | --- | --- | --- | --- | --- | --- | --- | --- | --- | --- | --- | --- | --- | --- | --- | --- | --- | --- | --- | --- | ---- |
| 1    | Kalex        | 1   | 2   | 4   | 1   | 1   | 1   | 1   | 1   | 1   | 1   | 1   | 1   | 1   |     |     |     |     |     |     |     |     |     | 273  |
| 2    | Boscoscuro   | 7   | 1   | 1   | 7   | 7   | 5   | 5   | 5   | 5   | 4   | 3   | 5   | 3   |     |     |     |     |     |     |     |     |     | 177  |
| 3    | Forward      | Ret | 7   | 15  | 21  | 17  | 21  | 15  | 21  | 24  | 16  | 14  | 21  | 17  |     |     |     |     |     |     |     |     |     | 13   |
| Pos. | Constructeur | THA | ARG | AME | QAT | ESP | FRA | GBR | ARA | ITA | NED | ALL | TCH | AUT | HON | CAT | RSM | JPN | IND | AUS | MAL | POR | VAL | Pts. |

## Championnat du Monde FIM Moto3

### Pilotes

#### Arrivées
- Ruché Moodley (9e Rookies Cup 2024) rejoint BOÉ Motorsports[65]
- Alvaro Carpe (Champion Rookies Cup 2024) rejoint Red Bull KTM Ajo[66]
- Valentín Perrone (3e Rookies Cup 2024) rejoint Red Bull KTM Tech3[67]
- Máximo Quiles (5e Rookies Cup 2024) rejoint CFMoto Aspar Team[65]
- Cormac Buchanan (6e JuniorGP 2024) rejoint BOÉ Motorsports[65]
- Dennis Foggia rejoint CFMoto Aspar Team en provenance du Moto2[53]
- Marcos Uriarte (5e JuniorGP 2024) rejoint FleetSafe Honda - Mlav Racing
- Guido Pini (2e JuniorGP 2024) rejoint Liqui Moly Dynavolt Intact GP[68]

#### Transferts
- Angel Piqueras quitte Leopard Racing et rejoint MT Helmets - MSI[65]
- David Muñoz quitte BOÉ Motorsports et rejoint Liqui Moly Dynavolt Intact GP[69]
- Matteo Bertelle quitte Rivacold Snipers Team et rejoint MTA Team[65]
- Joel Kelso quitte BOÉ Motorsports et rejoint MTA Team[65]
- Nicola Carraro quitte MTA Team et rejoint Rivacold Snipers Team[70]
- Ricardo Rossi quitte CIP Green Power  et rejoint Rivacold Snipers Team[70]
- Stefano Nepa quitte MTA Team et rejoint SIC58 Squadra Corse[70]
- Scott Ogden quitte FleetSafe Honda - Mlav Racing et rejoint CIP Green Power[70]
- David Almansa quitte Rivacold Snipers Team et rejoint Leopard Racing[71]

#### Changement en cours de saison
- Joel Esteban remplace Jacob Roulstone pour le début de saison en raison d'une blessure au cou[72]

- Máximo Quiles manquera les deux premières courses en raison de l'âge minimum légal pour rouler en Moto3. Il sera remplacé par Jakob Rosenthaler[73]

#### Départs
- Filippo Farioli quitte le Moto3 pour rejoindre MV AGUSTA Reparto Corse en WorldSSP
- Après 9 ans en Moto3, Tatsuki Suzuki quitte le championnat[74] et prend sa retraite
- Xabi Zurutuza quitte le Moto3 pour le championnat d'Europe de Moto2

Départ en Moto2 :
- Iván Ortolá (4e Moto3 2024) rejoint MT Helmets - MSI[39]
- David Alonso (Champion Moto3 2024) et Daniel Holgado (2e Moto3 2024) rejoignent CFMoto Aspar Team[40],[41]
- Collin Veijer (3e Moto3 2024) rejoint Red Bull KTM Ajo[42]

### Participants
| Légende                                          |
| ------------------------------------------------ |
| Pilote débutant                                  |
| Remplaçant                                       |
| Invité                                           |
| Engagé mais n'a pas pris part aux qualifications |

| Équipes                       | Constructeurs | Moto     | Nº | Pilotes            | Manche  |
| ----------------------------- | ------------- | -------- | -- | ------------------ | ------- |
| CFMoto Aspar Team             | CFMoto        | RC250GP  | 28 | Máximo Quiles      | 3       |
| CFMoto Aspar Team             | CFMoto        | RC250GP  | 34 | Jakob Rosenthaler  | 1-3     |
| CFMoto Aspar Team             | CFMoto        | RC250GP  | 71 | Dennis Foggia      | 1-5     |
| Honda Team Asia               | Honda         | NSF250RW | 5  | Tatchakorn Buasri  | 1-5     |
| Honda Team Asia               | Honda         | NSF250RW | 72 | Taiyo Furusato     | 1-5     |
| Leopard Racing                | Honda         | NSF250RW | 23 | David Almansa      | 1-5     |
| Leopard Racing                | Honda         | NSF250RW | 31 | Adrián Fernández   | 1-5     |
| Rivacold Snipers Team         | Honda         | NSF250RW | 10 | Nicola Carraro     | 1-5     |
| Rivacold Snipers Team         | Honda         | NSF250RW | 54 | Ricardo Rossi      | 1-5     |
| SIC58 Squadra Corse           | Honda         | NSF250RW | 58 | Luca Lunetta       | 1-5     |
| SIC58 Squadra Corse           | Honda         | NSF250RW | 82 | Stefano Nepa       | 1-5     |
| FleetSafe Honda - Mlav Racing | Honda         | NSF250RW | 8  | Eddie O'Shea       | 1-5     |
| FleetSafe Honda - Mlav Racing | Honda         | NSF250RW | 89 | Marcos Uriarte     | 1-2     |
| Liqui Moly Dynavolt Intact GP | Husqvarna     | FR250GP  | 64 | David Muñoz        | 1-5     |
| Liqui Moly Dynavolt Intact GP | Husqvarna     | FR250GP  | 94 | Guido Pini         | 1-5     |
| MTA Team                      | KTM           | RC250GP  | 18 | Matteo Bertelle    | 1-3     |
| MTA Team                      | KTM           | RC250GP  | 66 | Joel Kelso         | 1-5     |
| BOÉ Motorsports               | KTM           | RC250GP  | 14 | Cormac Buchanan    | 1-5     |
| BOÉ Motorsports               | KTM           | RC250GP  | 21 | Ruché Moodley      | 1-5     |
| CIP Green Power               | KTM           | RC250GP  | 19 | Scott Ogden        | 1-5     |
| CIP Green Power               | KTM           | RC250GP  | 55 | Noah Dettwiler     | 4-5     |
| MT Helmets - MSI              | KTM           | RC250GP  | 6  | Ryusei Yamanaka    | 1-5     |
| MT Helmets - MSI              | KTM           | RC250GP  | 36 | Angel Piqueras     | 1-5     |
| Red Bull KTM Ajo              | KTM           | RC250GP  | 83 | Alvaro Carpe       | 1-5     |
| Red Bull KTM Ajo              | KTM           | RC250GP  | 99 | José Antonio Rueda | 1-5     |
| Red Bull KTM Tech3            | KTM           | RC250GP  | 12 | Jacob Roulstone    | 3-5     |
| Red Bull KTM Tech3            | KTM           | RC250GP  | 73 | Valentín Perrone   | 1-5     |
| Red Bull KTM Tech3            | KTM           | RC250GP  | 78 | Joel Esteban       | 1-2,4-5 |

### Résultats Moto3

#### Classement des pilotes
Système d’attribution des points
| Position | 1er | 2e | 3e | 4e | 5e | 6e | 7e | 8e | 9e | 10e | 11e | 12e | 13e | 14e | 15e |
| Points   | 25  | 20 | 16 | 13 | 11 | 10 | 9  | 8  | 7  | 6   | 5   | 4   | 3   | 2   | 1   |

| Pos. | Pilote             | Cons.     | Équipe                        | THA  | ARG | AME  | QAT | ESP  | FRA | GBR | ARA | ITA | NED | ALL  | TCH | AUT | HON | CAT | RSM | JPN | IND | AUS | MAL | POR | VAL | Pts. |
| ---- | ------------------ | --------- | ----------------------------- | ---- | --- | ---- | --- | ---- | --- | --- | --- | --- | --- | ---- | --- | --- | --- | --- | --- | --- | --- | --- | --- | --- | --- | ---- |
| 1    | José Antonio Rueda | KTM       | Red Bull KTM Ajo              | 1    | 3   | 1    | Ret | 1P F | 1   | 1P  | 8P  | 4   | 1P  | 3    | 1F  | 5   |     |     |     |     |     |     |     |     |     | 239  |
| 2    | Angel Piqueras     | KTM       | MT Helmets - MSI              | 12   | 1F  | 4    | 1   | 2    | Ret | Ret | 6   | 7   | 5   | 4F   | 4   | 1   |     |     |     |     |     |     |     |     |     | 168  |
| 3    | David Muñoz        | Husqvarna | Liqui Moly Dynavolt Intact GP | RetF | Ret | RetP | 6F  | Ret  | 3   | Ret | 1   | 5F  | 2   | 1    | 3   | 3   |     |     |     |     |     |     |     |     |     | 139  |
| 4    | Máximo Quiles      | CFMoto    | CFMoto Aspar Team             |      |     | 5    | WD  | WD   | 7P  | 2   | 2   | 1   | 15  | 2    | 2   | 4   |     |     |     |     |     |     |     |     |     | 139  |
| 5    | Alvaro Carpe       | KTM       | Red Bull KTM Ajo              | 2    | Ret | 6    | 11  | 8    | 4F  | 4   | 3   | 2P  | 4   | 5    | 12  | 10  |     |     |     |     |     |     |     |     |     | 139  |
| 6    | Joel Kelso         | KTM       | MTA Team                      | Ret  | 8   | 2    | 4   | 3    | 2   | Ret | 7   | 9   | 9F  | 6    | Np. | 11  |     |     |     |     |     |     |     |     |     | 115  |
| 7    | Ryusei Yamanaka    | KTM       | MT Helmets - MSI              | Ret  | 9   | 19   | 3P  | 5    | Ret | 8   | 9   | 10  | 11  | 15   | 9   | 2   |     |     |     |     |     |     |     |     |     | 88   |
| 8    | Taiyo Furusato     | Honda     | Honda Team Asia               | Ret  | 5   | 9    | 2   | 6    | 6   | 12F | 11  | 6   | Ret | Ret  | 16  | 6F  |     |     |     |     |     |     |     |     |     | 87   |
| 9    | Adrián Fernández   | Honda     | Leopard Racing                | 3    | 2   | 12   | Ret | 4    | 8   | WD  | WD  | Ret | Ret | Ret  | 6   | 8   |     |     |     |     |     |     |     |     |     | 79   |
| 10   | David Almansa      | Honda     | Leopard Racing                | 7    | 6   | 13   | 16  | Ret  | 5   | 6   | 4   | Ret | 6   | Ret  | 7   | 12  |     |     |     |     |     |     |     |     |     | 79   |
| 11   | Dennis Foggia      | CFMoto    | CFMoto Aspar Team             | 6    | 12  | 7    | Ret | 13   | 11  | Ret | 15  | 3   | 8   | 11   | 5   | 13  |     |     |     |     |     |     |     |     |     | 75   |
| 12   | Valentín Perrone   | KTM       | Red Bull KTM Tech3            | Ret  | Ret | Ret  | 15  | 10   | 10  | 5   | 13  | 8   | 3   | 12   | 8   | 7P  |     |     |     |     |     |     |     |     |     | 72   |
| 13   | Luca Lunetta       | Honda     | SIC58 Squadra Corse           | 10   | 7   | Ret  | 7   | 11   | 9   | 3   | 5F  | Ret | Ret | WD   | WD  | WD  |     |     |     |     |     |     |     |     |     | 63   |
| 14   | Guido Pini         | Husqvarna | Liqui Moly Dynavolt Intact GP | Ret  | Ret | 11   | 10  | 7    | 17  | 7   | 19  | Ret | Np. | 7    | 10P | 9   |     |     |     |     |     |     |     |     |     | 51   |
| 15   | Matteo Bertelle    | KTM       | MTA Team                      | 5P   | 4P  | 3F   | WD  | WD   | WD  | WD  | WD  | WD  | WD  | WD   | WD  | WD  |     |     |     |     |     |     |     |     |     | 40   |
| 16   | Scott Ogden        | KTM       | CIP Green Power               | Ret  | 13  | Ret  | 12  | 12   | 12  | 11  | 12  | 12  | 7   | RetP | 15  | 15  |     |     |     |     |     |     |     |     |     | 39   |
| 17   | Stefano Nepa       | Honda     | SIC58 Squadra Corse           | 4    | 10  | Ret  | 8   | 14   | Ret | 16  | Ret | 14  | 13  | 13   | 17  | 24  |     |     |     |     |     |     |     |     |     | 37   |
| 18   | Jacob Roulstone    | KTM       | Red Bull KTM Tech3            | WD   | WD  | 14   | 14  | 9    | 13  | 13  | Ret | 13  | 12  | 8    | 14  | 14  |     |     |     |     |     |     |     |     |     | 36   |
| 19   | Cormac Buchanan    | KTM       | BOÉ Motorsports               | 15   | 15  | 10   | Ret | 19   | 14  | 14  | 10  | 15  | Ret | 9    | Np. | Ret |     |     |     |     |     |     |     |     |     | 26   |
| 20   | Riccardo Rossi     | Honda     | Rivacold Snipers Team         | 8    | 18  | Ret  | 5   | Ret  | 18  | 15  | 18  | Ret | 14  | 14   | Ret | 20  |     |     |     |     |     |     |     |     |     | 24   |
| 21   | Nicola Carraro     | Honda     | Rivacold Snipers Team         | Ret  | 19  | 15   | 9   | Ret  | 15  | 10  | 17  | 11  | Ret | 18   | Ret | 19  |     |     |     |     |     |     |     |     |     | 20   |
| 22   | Marcos Uriarte     | Honda     | FleetSafe Honda - Mlav Racing | 13   | Ret | WD   | WD  | WD   | WD  | WD  | 23  |     |     |      |     |     |     |     |     |     |     |     |     |     |     | 20   |
| 22   | Marcos Uriarte     | KTM       | MTA Team                      |      |     |      |     |      |     |     |     | 16  | 10  | 10   | 11  | 16  |     |     |     |     |     |     |     |     |     | 20   |
| 23   | Adrian Cruces      | KTM       | CIP Green Power               | 14   | 14  | 8    |     |      |     |     |     |     |     |      |     |     |     |     |     |     |     |     |     |     |     | 12   |
| 23   | Adrian Cruces      | Honda     | FleetSafe Honda - Mlav Racing |      |     |      |     | 17   | Ret |     |     |     |     |      |     |     |     |     |     |     |     |     |     |     |     | 12   |
| 24   | Joel Esteban       | KTM       | Red Bull KTM Tech3            | 9    | 11  |      |     |      |     |     |     |     |     |      |     |     |     |     |     |     |     |     |     |     |     | 12   |
| 24   | Joel Esteban       | CFMoto    | CFMoto Aspar Team             |      |     |      | Ret | Ret  |     |     |     |     |     |      |     |     |     |     |     |     |     |     |     |     |     | 12   |
| 24   | Joel Esteban       | Honda     | Leopard Racing                |      |     |      |     |      |     | Ret |     |     |     |      |     |     |     |     |     |     |     |     |     |     |     | 12   |
| 25   | Ruché Moodley      | KTM       | BOÉ Motorsports               | 11   | 16  | 16   | 13  | Ret  | WD  | 20  | 14  | Ret | WD  | WD   | WD  | 17  |     |     |     |     |     |     |     |     |     | 10   |
| 26   | Vincente Perez     | KTM       | MTA Team                      |      |     |      |     | 18   | 16  | 9   | 22  |     |     |      |     |     |     |     |     |     |     |     |     |     |     | 7    |
| 26   | Vincente Perez     | Honda     | FleetSafe Honda - Mlav Racing |      |     |      |     |      |     |     |     | Ret |     | Np.  |     | Ret |     |     |     |     |     |     |     |     |     | 7    |
| 27   | Marco Morelli      | KTM       | BOÉ Motorsports               |      |     |      |     |      |     |     |     |     |     |      | 13  |     |     |     |     |     |     |     |     |     |     | 3    |
| 28   | Tatchakorn Buasri  | Honda     | Honda Team Asia               | Ret  | 21  |      | 19  | 15   | 19  | 19  | 20  | 17  | Ret | Ret  | WD  | WD  |     |     |     |     |     |     |     |     |     | 1    |
| 29   | Noah Dettwiler     | KTM       | CIP Green Power               | WD   | WD  | WD   | 17  | 16   | 20  | 18  | 16  | 19  | 16  | 16   | 19  | 23  |     |     |     |     |     |     |     |     |     | 0    |
| 30   | Eddie O'Shea       | Honda     | FleetSafe Honda - Mlav Racing | Ret  | 17  | 17   | 18  | Ret  | Ret | 17  | 21  | 18  | Ret | Ret  | 18  | 21  |     |     |     |     |     |     |     |     |     | 0    |
| 31   | Jakob Rosenthaler  | CFMoto    | CFMoto Aspar Team             | Ret  | 20  |      |     |      |     |     |     |     |     |      |     |     |     |     |     |     |     |     |     |     |     | 0    |
| 31   | Jakob Rosenthaler  | Honda     | FleetSafe Honda - Mlav Racing |      |     | 18   |     |      |     |     |     |     |     |      |     |     |     |     |     |     |     |     |     |     |     | 0    |
| 31   | Jakob Rosenthaler  | KTM       | BOÉ Motorsports               |      |     |      |     |      | 21  |     |     |     | 17  |      |     |     |     |     |     |     |     |     |     |     |     | 0    |
| 32   | Lenoxx Phommara    | Honda     | SIC58 Squadra Corse           |      |     |      |     |      |     |     |     |     |     | 17   | Ret |     |     |     |     |     |     |     |     |     |     | 0    |
| 33   | Casey O'Gorman     | Honda     | SIC58 Squadra Corse           |      |     |      |     |      |     |     |     |     |     |      |     | 18  |     |     |     |     |     |     |     |     |     | 0    |
| 34   | Leonardo Abruzzo   | Honda     | FleetSafe Honda - Mlav Racing |      |     |      |     |      |     |     |     |     | Ret |      | 20  |     |     |     |     |     |     |     |     |     |     | 0    |
| 34   | Leonardo Abruzzo   | KTM       | BOÉ Motorsports               |      |     |      |     |      |     |     |     |     |     | Ret  |     |     |     |     |     |     |     |     |     |     |     | 0    |
| 35   | Max Cook           | Honda     | FleetSafe Honda - Mlav Racing |      |     |      |     |      |     | 21  |     |     |     |      |     |     |     |     |     |     |     |     |     |     |     | 0    |
| 36   | Arbi Aditama       | Honda     | Honda Team Asia               |      |     |      |     |      |     |     |     |     |     |      |     | 22  |     |     |     |     |     |     |     |     |     | 0    |
| Pos. | Pilote             | Cons.     | Équipe                        | THA  | ARG | AME  | QAT | ESP  | FRA | GBR | ARA | ITA | NED | ALL  | TCH | AUT | HON | CAT | RSM | JPN | IND | AUS | MAL | POR | VAL | Pts. |

#### Classement des équipes
| Pos. | Équipe                        | N° | THA  | ARG | AME  | QAT | ESP  | FRA | GBR | ARA | ITA | NED | ALL  | TCH | AUT | HON | CAT | RSM | JPN | IND | AUS | MAL | POR | VAL | Pts. |
| ---- | ----------------------------- | -- | ---- | --- | ---- | --- | ---- | --- | --- | --- | --- | --- | ---- | --- | --- | --- | --- | --- | --- | --- | --- | --- | --- | --- | ---- |
| 1    | Red Bull KTM Ajo              | 83 | 2    | Ret | 6    | 11  | 8    | 4F  | 4   | 3   | 2P  | 4   | 5    | 12  | 10  |     |     |     |     |     |     |     |     |     | 378  |
| 1    | Red Bull KTM Ajo              | 99 | 1    | 3   | 1    | Ret | 1P F | 1   | 1P  | 8P  | 4   | 1P  | 3    | 1F  | 5   |     |     |     |     |     |     |     |     |     | 378  |
| 2    | MT Helmets - MSI              | 6  | Ret  | 9   | 19   | 3P  | 5    | Ret | 8   | 9   | 10  | 11  | 15   | 9   | 2   |     |     |     |     |     |     |     |     |     | 256  |
| 2    | MT Helmets - MSI              | 36 | 12   | 1F  | 4    | 1   | 2    | Ret | Ret | 6   | 7   | 5   | 4F   | 4   | 1   |     |     |     |     |     |     |     |     |     | 256  |
| 3    | CFMoto Aspar Team             | 28 |      |     | 5    | WD  | WD   | 7P  | 2   | 2   | 1   | 15  | 2    | 2   | 4   |     |     |     |     |     |     |     |     |     | 215  |
| 3    | CFMoto Aspar Team             | 34 | Ret  | 20  |      |     |      |     |     |     |     |     |      |     |     |     |     |     |     |     |     |     |     |     | 215  |
| 3    | CFMoto Aspar Team             | 71 | 6    | 12  | 7    | Ret | 13   | 11  | Ret | 15  | 3   | 8   | 11   | 5   | 13  |     |     |     |     |     |     |     |     |     | 215  |
| 3    | CFMoto Aspar Team             | 78 |      |     |      | Ret | Ret  |     |     |     |     |     |      |     |     |     |     |     |     |     |     |     |     |     | 215  |
| 4    | Liqui Moly Dynavolt Intact GP | 64 | RetF | Ret | RetP | 6F  | Ret  | 3   | Ret | 1   | 5F  | 2   | 1    | 3   | 3   |     |     |     |     |     |     |     |     |     | 192  |
| 4    | Liqui Moly Dynavolt Intact GP | 94 | Ret  | Ret | 11   | 10  | 7    | 17  | 7   | 19  | Ret | Np. | 7    | 10P | 9   |     |     |     |     |     |     |     |     |     | 192  |
| 5    | MTA Team                      | 18 | 5P   | 4P  | 3F   | WD  | WD   | WD  | WD  | WD  | WD  | WD  | WD   | WD  | WD  |     |     |     |     |     |     |     |     |     | 179  |
| 5    | MTA Team                      | 32 |      |     |      |     | 18   | 16  | 9   | 22  |     |     |      |     |     |     |     |     |     |     |     |     |     |     | 179  |
| 5    | MTA Team                      | 66 | Ret  | 8   | 2    | 4   | 3    | 2   | Ret | 7   | 9   | 9F  | 6    | Np. | 11  |     |     |     |     |     |     |     |     |     | 179  |
| 5    | MTA Team                      | 89 |      |     |      |     |      |     |     |     | 16  | 10  | 10   | 11  | 16  |     |     |     |     |     |     |     |     |     | 179  |
| 6    | Leopard Racing                | 23 | 7    | 6   | 13   | 16  | Ret  | 5   | 6   | 4   | Ret | 6   | Ret  | 7   | 12  |     |     |     |     |     |     |     |     |     | 158  |
| 6    | Leopard Racing                | 31 | 3    | 2   | 12   | Ret | 4    | 8   | WD  | WD  | Ret | Ret | Ret  | 6   | 8   |     |     |     |     |     |     |     |     |     | 158  |
| 6    | Leopard Racing                | 78 |      |     |      |     |      |     | Ret |     |     |     |      |     |     |     |     |     |     |     |     |     |     |     | 158  |
| 7    | Red Bull KTM Tech3            | 12 | WD   | WD  | 14   | 14  | 9    | 13  | 13  | Ret | 13  | 12  | 8    | 14  | 14  |     |     |     |     |     |     |     |     |     | 120  |
| 7    | Red Bull KTM Tech3            | 73 | Ret  | Ret | Ret  | 15  | 10   | 10  | 5   | 13  | 8   | 3   | 12   | 8   | 7P  |     |     |     |     |     |     |     |     |     | 120  |
| 7    | Red Bull KTM Tech3            | 78 | 9    | 11  |      |     |      |     |     |     |     |     |      |     |     |     |     |     |     |     |     |     |     |     | 120  |
| 8    | SIC58 Squadra Corse           | 48 |      |     |      |     |      |     |     |     |     |     | 17   | Ret |     |     |     |     |     |     |     |     |     |     | 100  |
| 8    | SIC58 Squadra Corse           | 58 | 10   | 7   | Ret  | 7   | 11   | 9   | 3   | 5F  | Ret | Ret | WD   | WD  |     |     |     |     |     |     |     |     |     |     | 100  |
| 8    | SIC58 Squadra Corse           | 67 |      |     |      |     |      |     |     |     |     |     |      |     | 18  |     |     |     |     |     |     |     |     |     | 100  |
| 8    | SIC58 Squadra Corse           | 82 | 4    | 10  | Ret  | 8   | 14   | Ret | 16  | Ret | 14  | 13  | 13   | 17  | 24  |     |     |     |     |     |     |     |     |     | 100  |
| 9    | Honda Team Asia               | 5  | Ret  | 21  | WD   | 19  | 15   | 19  | 19  | 20  | 17  | Ret | Ret  | WD  |     |     |     |     |     |     |     |     |     |     | 88   |
| 9    | Honda Team Asia               | 72 | Ret  | 5   | 9    | 2   | 6    | 6   | 12F | 11  | 6   | Ret | Ret  | 16  | 6F  |     |     |     |     |     |     |     |     |     | 88   |
| 9    | Honda Team Asia               | 93 |      |     |      |     |      |     |     |     |     |     |      |     | 22  |     |     |     |     |     |     |     |     |     | 88   |
| 10   | CIP Green Power               | 11 | 14   | 14  | 8    |     |      |     |     |     |     |     |      |     |     |     |     |     |     |     |     |     |     |     | 51   |
| 10   | CIP Green Power               | 19 | Ret  | 13  | Ret  | 12  | 12   | 12  | 11  | 12  | 12  | 7   | RetP | 15  | 15  |     |     |     |     |     |     |     |     |     | 51   |
| 10   | CIP Green Power               | 55 | WD   | WD  | WD   | 17  | 16   | 20  | 18  | 16  | 19  | 16  | 16   | 19  | 23  |     |     |     |     |     |     |     |     |     | 51   |
| 11   | Rivacold Snipers Team         | 10 | Ret  | 19  | 15   | 9   | Ret  | 15  | 10  | 17  | 11  | Ret | 18   | Ret | 19  |     |     |     |     |     |     |     |     |     | 44   |
| 11   | Rivacold Snipers Team         | 54 | 8    | 18  | Ret  | 5   | Ret  | 18  | 15  | 18  | Ret | 14  | 14   | Ret | 20  |     |     |     |     |     |     |     |     |     | 44   |
| 12   | BOÉ Motorsports               | 14 | 15   | 15  | 10   | Ret | 19   | 14  | 14  | 10  | 15  | Ret | 9    | Np. | Ret |     |     |     |     |     |     |     |     |     | 39   |
| 12   | BOÉ Motorsports               | 21 | 11   | 16  | 16   | 13  | Ret  | WD  | 20  | 14  | Ret | WD  | WD   | WD  | 17  |     |     |     |     |     |     |     |     |     | 39   |
| 12   | BOÉ Motorsports               | 25 |      |     |      |     |      |     |     |     |     |     | Ret  |     |     |     |     |     |     |     |     |     |     |     | 39   |
| 12   | BOÉ Motorsports               | 34 |      |     |      |     |      | 21  |     |     |     | 17  |      |     |     |     |     |     |     |     |     |     |     |     | 39   |
| 12   | BOÉ Motorsports               | 39 |      |     |      |     |      |     |     |     |     |     |      | 13  |     |     |     |     |     |     |     |     |     |     | 39   |
| 13   | FleetSafe Honda - Mlav Racing | 8  | Ret  | 17  | 17   | 18  | Ret  | Ret | 17  | 21  | 18  | Ret | Ret  | 18  | 21  |     |     |     |     |     |     |     |     |     | 3    |
| 13   | FleetSafe Honda - Mlav Racing | 11 |      |     |      |     | 17   | Ret |     |     |     |     |      |     |     |     |     |     |     |     |     |     |     |     | 3    |
| 13   | FleetSafe Honda - Mlav Racing | 25 |      |     |      |     |      |     |     |     |     | Ret |      | 20  | Ret |     |     |     |     |     |     |     |     |     | 3    |
| 13   | FleetSafe Honda - Mlav Racing | 30 |      |     |      |     |      |     | 21  |     |     |     |      |     |     |     |     |     |     |     |     |     |     |     | 3    |
| 13   | FleetSafe Honda - Mlav Racing | 32 |      |     |      |     |      |     |     |     | Ret |     | Np.  |     |     |     |     |     |     |     |     |     |     |     | 3    |
| 13   | FleetSafe Honda - Mlav Racing | 34 |      |     | 18   |     |      |     |     |     |     |     |      |     |     |     |     |     |     |     |     |     |     |     | 3    |
| 13   | FleetSafe Honda - Mlav Racing | 89 | 13   | Ret | WD   | WD  | WD   | WD  | WD  | 23  |     |     |      |     |     |     |     |     |     |     |     |     |     |     | 3    |
| Pos. | Équipe                        | N° | THA  | ARG | AME  | QAT | ESP  | FRA | GBR | ARA | ITA | NED | ALL  | TCH | AUT | HON | CAT | RSM | JPN | IND | AUS | MAL | POR | VAL | Pts. |

#### Classement des constructeurs
| Pos. | Constructeur | THA | ARG | AME | QAT | ESP | FRA | GBR | ARA | ITA | NED | ALL | TCH | AUT | HON | CAT | RSM | JPN | IND | AUS | MAL | POR | VAL | Pts. |
| ---- | ------------ | --- | --- | --- | --- | --- | --- | --- | --- | --- | --- | --- | --- | --- | --- | --- | --- | --- | --- | --- | --- | --- | --- | ---- |
| 1    | KTM          | 1   | 1   | 1   | 1   | 1   | 1   | 1   | 3   | 2   | 1   | 3   | 1   | 1   |     |     |     |     |     |     |     |     |     | 302  |
| 2    | CFMoto       | 6   | 12  | 5   | Ret | 13  | 7   | 2   | 2   | 1   | 8   | 2   | 2   | 4   |     |     |     |     |     |     |     |     |     | 163  |
| 3    | Husqvarna    | Ret | Ret | 11  | 6   | 7   | 3   | 7   | 1   | 5   | 2   | 1   | 3   | 3   |     |     |     |     |     |     |     |     |     | 162  |
| 4    | Honda        | 3   | 2   | 9   | 2   | 4   | 5   | 3   | 4   | 6   | 6   | 13  | 6   | 6   |     |     |     |     |     |     |     |     |     | 159  |
| Pos. | Constructeur | THA | ARG | AME | QAT | ESP | FRA | GBR | ARA | ITA | NED | ALL | TCH | AUT | HON | CAT | RSM | JPN | IND | AUS | MAL | POR | VAL | Pts. |

## Championnat du monde FIM MotoE

### Changements de pilotes

#### Arrivées
- Lorenzo Baldassari rejoint Dynavolt Intact GP en provenance du WorldSSP

#### Renouvellement
- Alessandro Zaccone renouvelle son contrat chez Aruba.it[76].

- Mattia Casadei renouvelle son contrat tout comme son coéquipier chez LCR E-Team[77].

### Participants
| Légende                                          |
| ------------------------------------------------ |
| Pilote débutant                                  |
| Remplaçant                                       |
| Invité                                           |
| Engagé mais n'a pas pris part aux qualifications |

| Équipes                     | Constructeurs | Moto | Nº | Pilotes            | Manche |
| --------------------------- | ------------- | ---- | -- | ------------------ | ------ |
| Aruba.it                    | Ducati        | V21L | 19 | Luca Bernardi      |        |
| Aruba.it                    | Ducati        | V21L | 61 | Alessandro Zaccone |        |
| Dynavolt Intact GP          | Ducati        | V21L | 1  | Hector Garzo       |        |
| Dynavolt Intact GP          | Ducati        | V21L | 7  | Lorenzo Baldassari |        |
| Felo Gresini Racing MotoE   | Ducati        | V21L | 11 | Matteo Ferrari     |        |
| Felo Gresini Racing MotoE   | Ducati        | V21L | 72 | Alessio Finello    |        |
| Forward Racing              | Ducati        | V21L | 6  | Maria Herrera      |        |
| Forward Racing              | Ducati        | V21L | 9  | Andrea Mantovani   |        |
| LCR E-Team                  | Ducati        | V21L | 40 | Mattia Casadei     |        |
| LCR E-Team                  | Ducati        | V21L | 51 | Eric Granado       |        |
| MT Helmets - MSI            | Ducati        | V21L | 12 | Jacopo Hosciuc     |        |
| MT Helmets - MSI            | Ducati        | V21L | 99 | Oscar Gutierrez    |        |
| Ongetta SIC58 Squadra Corse | Ducati        | V21L | 28 | Tommaso Occhi      |        |
| Ongetta SIC58 Squadra Corse | Ducati        | V21L | 77 | Raffaele Fusco     |        |
| Openbank Aspar Team         | Ducati        | V21L | 21 | Kevin Zannoni      |        |
| Openbank Aspar Team         | Ducati        | V21L | 81 | Jordi Torres       |        |
| Tech3 E-Racing Team         | Ducati        | V21L | 29 | Nicholas Spinelli  |        |
| Tech3 E-Racing Team         | Ducati        | V21L | 47 | Tibor Erik Varga   |        |

### Résultats MotoE

#### Classement des pilotes
| Pos. | Pilote             | FRA | FRA  | NED | NED | AUT | AUT  | HUN | HUN | CAT | CAT | RSM | RSM | POR | POR | Pts |
| ---- | ------------------ | --- | ---- | --- | --- | --- | ---- | --- | --- | --- | --- | --- | --- | --- | --- | --- |
| 1    | Andrea Mantovani   | 2F  | 7    | 1F  | 2   | 8   | 10   |     |     |     |     |     |     |     |     | 88  |
| 2    | Alessandro Zaccone | 3P  | RetP | 2   | 1F  | 7   | 6    |     |     |     |     |     |     |     |     | 80  |
| 3    | Lorenzo Baldassari | 6   | 5    | 6   | 3   | 5   | 5F   |     |     |     |     |     |     |     |     | 69  |
| 4    | Mattia Casadei     | 5   | 1F   | 16P | 6P  | Ret | 2    |     |     |     |     |     |     |     |     | 66  |
| 5    | Jordi Torres       | 7   | 3    | 3   | 4   | 10  | 9    |     |     |     |     |     |     |     |     | 66  |
| 6    | Matteo Ferrari     | Ret | Ret  | 5   | 12  | 1P  | 1P F |     |     |     |     |     |     |     |     | 65  |
| 7    | Hector Garzo       | WD  | WD   | 9   | 5   | 2   | 3    |     |     |     |     |     |     |     |     | 54  |
| 8    | Nicholas Spinelli  | 9   | 6    | 4   | 8   | 9   | 8    |     |     |     |     |     |     |     |     | 53  |
| 9    | Kevin Zannoni      | 4   | 2    | 8   | 11  | 13  | 17   |     |     |     |     |     |     |     |     | 49  |
| 10   | Oscar Gutierrez    | 1   | Ret  | WD  | WD  | 4F  | 7    |     |     |     |     |     |     |     |     | 47  |
| 11   | Tibor Erik Varga   | 12  | 10   | 11  | 14  | 6   | 4    |     |     |     |     |     |     |     |     | 40  |
| 12   | Jacopo Hosciuc     | 11  | 8    | 10  | 9   | 12  | 11   |     |     |     |     |     |     |     |     | 35  |
| 13   | Eric Granado       | Np. | WD   | 7   | 7   | 3   | Ret  |     |     |     |     |     |     |     |     | 34  |
| 14   | Maria Herrera      | 8   | 4    | 12  | 15  | 16  | 14   |     |     |     |     |     |     |     |     | 28  |
| 15   | Alessio Finello    | 10  | 11   | Ret | 10  | 11  | 12   |     |     |     |     |     |     |     |     | 26  |
| 16   | Luca Bernardi      | 13  | 9    | Ret | 13  | 14  | 13   |     |     |     |     |     |     |     |     | 18  |
| 17   | Raffaele Fusco     | Np. | 12   | 14  | 17  | 15  | 15   |     |     |     |     |     |     |     |     | 8   |
| 18   | Tommaso Occhi      | Ret | 13   | 15  | Ret | 17  | 16   |     |     |     |     |     |     |     |     | 4   |
| 19   | Diego Perez        |     |      | 13  | 16  |     |      |     |     |     |     |     |     |     |     | 3   |